# Потулов, Николай Михайлович
Николай Михайлович Потулов (1810, с. Елизино, Мокшанский уезд, Пензенская губерния — 18 мая 1873, Москва) — статский советник, из потомственных дворян Пензенской губернии, исследователь русского древнецерковного пения, церковный композитор, автор духовно-музыкальных переложений (гармонизации) древних напевов, музыкальный археограф и педагог, помещик и общественный деятель; участник Кавказской войны периода 1834 - 1842 годов.

## Биография
Биографических сведений о нём очень мало. Среди выпускников Благородного пансиона при Санкт-Петербургском университете 1832 года упоминается Николай Потулов. Известно также, что Н. М. Потулов заведовал раскольничьим Преображенским богадельным домом в Москве. Наиболее известные его труд — «Руководство к практическому изучению древнего богослужебного пения православной российской церкви», выдержавший пять изданий: 1872, 1875, 1884, 1888 и 1898 года. В своем «Руководстве» он на первое место поставил не теоретическое изучение оснований древнецерковного пения, а практическое изучение распевов, заучивание самой мелодии — это была нотная мелодическая хрестоматия песнопений древних распевов. «Руководство» некоторое время служило учебником в духовных училищах.
Труды Потулова явились отчасти результатом теоретических положений князя В. Ф. Одоевского о применении западного строгого стиля к обработке обиходных мелодий. Ещё М. И. Глинка считал, что гармонизация русских древних напевов и оригинальные сочинения, предназначенные для церкви, должны основываться на старинных церковных ладах, а не на общеевропейской мажорной или минорной гамме. Единомышленником Глинки был князь В. Ф. Одоевский, выражавший свои взгляды сначала в беседах с Глинкой и Потуловым, а потом и в печати («Труды I Археологического съезда в Москве». — М., 1871). Одоевский указывал, что наше обычное пение только напечатано «в один голос, но на клиросах мы всегда слышим гармонические сочетания, употребляющиеся по музыкальному гармоническому инстинкту русского народа и по преданию. Аккорды наши всегда консонансны. По свойству церковных мелодий нет и места для диссонансов, нет даже ни чисто мажорного, ни чисто минорного рода. Всякий диссонанс, всякий хроматизм в нашем церковном пении был бы величайшей ошибкой и исказил бы вполне всю самобытность наших церковных напевов». Составленный Потуловым «Сборник церковных песнопений, исследование божественной литургии Св. И. Златоустого, распев древне-киевский» (М., 1876), обнимал почти полный круг церковного пения. Воспроизводя с буквальной точностью мелодию подлинника (чего именно и недоставало предшествующим гармонизаторам), он сопровождал каждую ноту её консонансным трезвучием, не допуская таким образом проходящих нот, задержаний; он старался избежать хроматизма, но при этом основная мелодия (помещаемая у Потулова обычно в верхнем голосе — альте) вызывала бедность и однообразие мелодического движения в других голосах, как бы связанных верхним голосом.
Имя Потулова завершает список из семи имён, нанесённых в 1889 году на аттик концертного зала Придворной певческой капеллы (Разумовский, Ломакин, Львов, Бортнянский, Глинка, Турчанинов, Потулов).
Вышеуказанные краткие сведения биографических словарей ХIX- нач. XX вв. можно дополнить следующим:
Николай Михайлович Потулов происходил из древнего рязанского дворянского рода Потуловых и был представителем его пензенской ветви. Первоначально воспитывался в Москве, где 13-20 декабря 1828 г. сдал вступительные экзамены в Благородном пансионе при Императорском Московском университете и был зачислен в IV-й класс университетского пансиона, в VI-м (выпускном) классе которого успешно учился его младший брат – Ипполит Михайлович Потулов (1813 – 1880), будущий тайный советник, за успехи в учебе и примерное поведение награждённый памятными подарками и серебряной медалью; не окончив полного курса Благородного пансиона при Московском университете, в апреле 1830 г. Н.М. Потулов уволился из числа пансионеров в связи с преобразованием Благородного пансиона в московскую гимназию (с 1833 г. – Московский дворянский институт) и дальнейшее образование получал в одном из московских частных пансионов для благородных воспитанников.
Однако, по другим сведениям, по настоянию родителей он был отправлен в С.-Петербург, где в декабре 1829 г., по экзамену, поступил дворянским пансионером в V-й класс Благородного пансиона при Императорском С.-Петербургском университете, с 29.03.1830 г. преобразованного в С.-Петербургскую первую гимназию; в публичном собрании от 14.05.1830 г. показан (возможно, он) среди его последних воспитанников, имевших право на окончание гимназии с правами Благородного университетского пансиона, т.е. с правами на чины 14-го, 12-го и 10-го классов при поступлении на гражданскую службу, или, при поступлении на военную службу, на производство в офицерский чин через шесть месяцев, и даже в том случае, если в полку, на службу которого зачисляется выпускник, к тому времени не оказалось свободной вакансии; 10.08.1831 г. в чрезвычайном собрании начальства и преподавателей был признан достойным перевода из II-го в I-й (выпускной) класс С.-Петербургской первой гимназии; в июле 1832 г. окончил курс С.-Петербургской первой гимназии на правах Благородного университетского пансиона как выпускник, зачисленный в пансион до его преобразования в гимназию.
Как бы то ни было, следуя семейной традиции, по окончании гимназического курса подал прошение о вступлении в военную службу в лейб-гвардии Преображенский полк, в котором офицерами служили его старшие братья – Владимир (будущий генерал-майор) и Константин (будущий коллежский асессор, рано умерший), участники Русско-турецкой войны 1828 – 1829 гг. и подавления Польского восстания 1830 – 1831 гг., отличившиеся при штурме Варшавы; на правах вольноопределяющегося дворянина с 10.11.1832 г. зачислен унтер-офицером в лейб-гвардии Преображенский полк; для подготовки к офицерскому званию сдал экзамены в Школу гвардейских подпрапорщиков и кавалерийских юнкеров, где и служил последующие два года; из роты гвардейских подпрапорщиков с 22.11.1834 г. по экзамену произведен в офицерский чин прапорщика лейб-гвардии Преображенского полка.
Незадолго до производства в офицерский чин прапорщика лейб-гвардии Преображенского полка, в Пензенской гражданской палате 04.07.1834 г. был утвержден раздел недвижимого имения между гвардии подпрапорщиком Николаем Михайловичем Потуловым, его матерью – вдовой Софьей Владимировной Потуловой, его братьями: капитаном лейб-гвардии Преображенского полка Владимиром, поручиком того же полка Константином, коллежским асессором Департамента государственных имуществ Ипполитом Михайловичами Потуловыми, их родным дядей - отставным генерал-майором Григорием Александровичем Потуловым, их родственником – отставным поручиком и кавалером Андреем Ивановичем Бровцыным, доставшегося им по наследству после покойного брата их поручика Ивана Ивановича Бровцина и состоявшего: в с. Никольском (Загоскино тож) и в дер. Елань (Потулово тож) Пензенского уезда Пензенской губернии; в с. Преображенском (Загоскино тож) Сенгилеевского уезда Симбирской губернии; в с. Голенищеве Сапожковского уезда Рязанской губернии, - в коих, по 8-й ревизии – 1833 г., всего было 49 крепостных душ муж. пола.
Н.М. Потулов служил в С.-Петербурге. Согласно адресному бюро столицы, в 1836 г. (в год смерти матери – Софьи Владимировны Потуловой), вместе со старшими братьями - Владимиром (капитаном лейб-гвардии Преображенского полка), Константином (показан поручиком лейб-гвардии Преображенского полка, однако, в это время он, с производством из отставных штабс-капитанов в титулярные советники, уже служил чиновником для особых поручений при Департаменте государственных имуществ Министерства финансов), и младшим братом Ипполитом (надворным советником в должности контролера 6-го отделения Департамента государственных имуществ Министерства финансов), проживал в квартире № 36 доходного дома И.Ф. Калугина за № 24 по набережной р. Мойки, в 1-й части 1-го квартала С.-Петербурга; из прапорщиков с 02.01.1837 г. произведен гвардии подпоручиком; по штатам лейб-гвардии Преображенского полка на 12.11.1838 г. состоял в прежнем чине гвардии подпоручика и весной - летом 1839 г., когда его младший брат – Ипполит, в связи с реформой государственного управления получил назначение на службу в г. Витебск, а старший брат – Владимир, был назначен батальонным командиром лейб-гвардии Павловского полка, волонтером участвовал в Дагестанской экспедиции Отдельного Кавказского корпуса и «в воздаяние отличного мужества и храбрости, оказанных в действиях против горцев при взятии штурмом укрепленного замка Ахульго» в чине уже поручика лейб-гвардии Преображенского полка высочайшим указом от 17.02.1840 г. по Капитулу российских императорских и царских орденов пожалован кавалером ордена Святого Владимира 4-й ст. с бантом; с 13.10.1841 г. гвардии поручиком уволен в отпуск на один год; с 11.04.1843 г. произведен в штабс-капитаны лейб-гвардии Преображенского полка; с 30.01.1846 г. «по домашним обстоятельствам» уволен от военной службы для определения к статским делам с повышением в чине, т.е. с производством в чин надворного советника и был определен на службу в Москву, где впоследствии служил чиновником столичного и губернского управления и, согласно мемуарным свидетельствам, ему покровительствовали московский военный генерал-губернатор, генерал от инфантерии, генерал-адъютант свиты Е.И.В. граф А.А. Закревский и член Священного Синода, московский митрополит Филарет.
Статскую службу Н.М. Потулов начал гражданским чиновником Комиссариатского департамента Военного министерства в том же ведомстве, что и отец – надворным советником для поручений сверх штата при Московской комиссариатской комиссии; ВП от 23.11.1847 г. по части комиссариатской, в том же чине назначен членом Московской комиссариатской комиссии; ВП от 06.12.1848 г. по части комиссариатской, объявлено высочайшее благоволение «за отлично-усердную службу» члену Московской комиссариатской комиссии надворному советнику Н.М. Потулову; ВП от 26.02.1850 г. по части комиссариатской, Н.М. Потулов пожалован в коллежские советники со старшинством с 10.10.1849 г., с оставлением в должности, и, в том же - 1849 г., пожалован кавалером ордена Святой Анны 2-й ст.; с 1851 г. был отставлен от должности, с оставлением чиновником для поручений за штатом при Московской комиссариатской комиссии, поскольку находился под военным судом «за упущение по службе» и по высочайшей конфирмации, последовавшей в 1854 г., вменено коллежскому советнику Н.М. Потулову в наказание 3-х летнее нахождение под судом.
В следующем - 1855 г., Н.М. Потулов императором всемилостивейши был прощен, с предоставлением всех прав и преимуществ на службе и при отставке с оной и, с переводом в штат Министерства внутренних дел, в том же чине коллежского советника был назначен на должность чиновника для особых поручений московского военного генерал-губернатора графа А.А. Закревского, который определил Н.М. Потулова на должность присутствующего (директора) Московской аукционной камеры, занимавшейся за процентные отчисления продажей движимых имуществ, и одновременно состоять надзирателем от правительства за Преображенским богадельным домом (Преображенским старообрядческим кладбищем) одноименной старообрядческой общины и её заведениями - начальным приходским училищем для православных, единоверческих и раскольнических детей при преображенской единоверческой церкви; с оставлением в занимаемых должностях, ВП от 10.01.1856 г. по Министерству внутренних дел, коллежский советник Н.М. Потулов был назначен почетным директором Серпуховских богоугодных заведений и состоял в этой должности по 07.06.1858 г.
На попечительской службе Н.М. Потулов стал известен тем, что через московского генерал-губернатора обратился с представлением к министру внутренних дел (а тот обратился к обер-прокурору Святейшего Синода) о переводе единоверок, призреваемых в Преображенской богадельне, в ведение Московского комитета Императорского Человеколюбивого общества (с 12.03.1855 г. Преображенский богадельный дом был передан в ведение совета Императорского Человеколюбивого общества) и их переселении в строящуюся богадельню в с. Богословском-Алмазове, а раскольниц предлагалось оставить в Преображенской богадельне; 21.01.1856 г. Н.М. Потулов направил Главному попечителю Императорского Человеколюбивого общества митрополиту С.-Петербургскому Никанору ряд предложений о деятельности Преображенской богадельни, в т.ч. предложение о закрытии (или разделении) единоверческой школы при Преображенском кладбище и устройстве для детей раскольников отдельного от детей православных прихожан начального светского училища, что вызвало возражения со стороны московского митрополита Филарета, а само это дело, инициированное Н.М. Потуловым и вызвавшее возражение влиятельного московского митрополита, об отселении призреваемых в Преображенском богадельном доме, присоединившихся от раскола к единоверию, и недопущении совместного обучения детей православных прихожан и раскольников в приходском училище единоверческой церкви Преображенского богадельного дома, привлекло внимание правительства и императора Александра II, повелевшего рассмотреть вопрос в Секретном комитете по делам раскольников.
     ВП от 16.06.1856 г. по Министерству внутренних дел, Н.М. Потулов, с оставлением в занимаемых должностях, производится за выслугой лет из коллежских в статские советники, со старшинством с 10.10.1855 г. и, в том же - 1856 г., ВП от 26 августа по Капитулу российских императорских и царских орденов, по засвидетельствованию графа А.А. Закревского, был пожалован кавалером ордена Святого Владимира 3-й ст. за «отлично-усердную службу и особые труды»; в некоторых справочных источниках XIX в. показано, что Н.М. Потулов с 1855 по 1857 г. служил не только в чинах коллежского и статского советников, но и в придворном звании камер-юнкера двора Е.И.В., однако, это не соответствует действительности (в придворном звании камер-юнкера служил его двоюродный брат – титулярный советник Николай Григорьевич Потулов, в 1858 г. назначенный почетным попечителем Пензенской губернской гимназии и Пензенского дворянского института); ВП от 07.06.1858 г. по Министерству внутренних дел, статский советник и кавалер Н.М. Потулов, с оставлением в занимаемых должностях чиновника особых поручений при московском военном генерал-губернаторе и директора Московской аукционной камеры, назначен членом Попечительного совета заведений Общественного призрения в г. Москве и, одновременно, попечителем Богоугодных заведений в городах Можайске, Верее, Рузе и Звенигороде; ВП от 24.03.1859 г. по Министерству внутренних дел, по прошению, Н.М. Потулов освобожден от должности попечителя Богоугодных заведений вышеуказанных подмосковных городов и, с оставлением в прочих занимаемых должностях, назначен на должность управляющего Контролем для отчетности подведомственных Попечительному совету богоугодных заведений Общественного призрения в г. Москве; ВП № 17 от 27.04.1862 г. по Министерству внутренних дел, Н.М. Потулов, по прошению, с 20.04.1862 г. уволен от службы и всех занимаемых им должностей в том же чине статского советника; кроме кавалерственных орденов, Н.М. Потулов имел бронзовую медаль «В память войны 1853 – 1856», а в 1839 и в 1844 гг. жаловался начальством единовременными денежными вознаграждениями.
После выхода в отставку, статский советник Н.М. Потулов последние 10 лет жизни посвятил своей главной цели – популяризации духовно-музыкальных переложений (гармонизаций) русского древнецерковного пения, которыми увлекался с молодости и, по благословению митрополита московского Филарета, впервые публично исполненных в Москве в 1864 г. В отличие от биографии и родственных связей, деятельность Николая Михайловича Потулова в качестве церковного композитора в свое время была хорошо изучена, что нашло отражение в многочисленных публикациях, посвященных истории русской духовной музыки. Первые опыты гармонизации древнецерковного русского пения Н.М. Потулов исполнял в сельском храме своего имения в селе Елизино Пензенской губернии собственным хором певчих из приходских крестьян, остатком того приходского хора, который первоначально был составлен его родным дядей, генерал-майором Григорием Александровичем Потуловым. Свидетелем этих опытов гармонизации стал архиепископ Пензенский, высокопреосвященных Варлаам (Успенский), который в середине 1850-х гг. посетил с. Елизино и, «выслушав хоровое исполнение переложений г-на Потулова, был приятно поражен и состоянием сельского хора, и церковным характером исполняемых им переложений… С этого времени почти десять лет г-н Потулов постоянно усовершенствовал свои духовно-музыкальные работы и только изредка знакомил с ними любителей церковного пения (…) все эти испытания переложений происходили в Москве, где г-н Потулов находился на службе».
Первое публичное исполнение трудов Н.М. Потулова в Москве состоялось 19.01.1864 г., когда, по благословению митрополита Московского Филарета, специально приглашенным хором синодальных певчих в приходской церкви Святого Георгия, что близ Кудрина на Всполье, в которой служил единомышленник и сподвижник Потулова – протоиерей и профессор Московской духовной академии Д.В. Разумовский, во время торжественного богослужения было исполнено переложение литургии древнего киевского роспева св. Иоанна Златоуста, пение которой в потуловском переложении продолжалось в этой церкви вплоть до 23.04.1864 г.; в переложении Потулова эта литургия  24.02.1864 г. была исполнена в присутствии митрополита Филарета в его резиденции в Чудовом монастыре, после чего владыка распорядился петь её в Успенском соборе Московского Кремля, где она в первый раз была исполнена полным хором синодальных певчих 15 марта 1864 г. По отзывам современников, исполнение Литургии древнего киевского роспева в переложении Потулова сильно отличалось от канонических богослужебных песнопений и производило как на церковных иерархов, так и на обычных прихожан, огромное впечатление, что нашло свое отражение в публикациях московских газет. В последующие годы потуловская литургия древне-киевского роспева неоднократно исполнялась не только в приходских церквах Москвы и других городов, но и в честь различных общественных мероприятий: в 1867 г. она исполнялась в церкви Успения, что на Покровке, во время торжественного богослужения в честь открытия в Москве работы второго Славянского съезда; в марте 1869 г. она была исполнена во время торжественного богослужения для членов первого российского Археологического съезда; в марте того же - 1869 г., переложения Потулова были исполнены в церкви Неопалимой Купины, что в Зубове, во время отпевания соратника и покровителя его творчества – знаменитого князя В.Ф. Одоевского; впоследствии распевы Потулова, ставшие традиционными, исполнялись на собраниях Общества любителей церковного пения в Москве, в переложении Духовной певческой капеллы Русского хорового общества под управлением В.С. Орлова (впоследствии Певческой капеллы).
Занятия Н.М. Потулова нашли отражение и в его общественно-просветительской деятельности во второй половине 1860-х – начале 1870-х гг. Он состоял членом-сотрудником (членом-посетителем) Московского отделения Императорского Русского музыкального общества, а с 29.11.1864 г. был избран действительным членом Общества древнерусского искусства при Московском Румянцевском (Публичном) музее, созданного по инициативе и при непосредственном участии кн. В.Ф. Одоевского; с 12.04.1866 по 16.02.1867 г. статский советник Н.М. Потулов – приглашенный член высочайше учрежденного специального Комитета (комиссии) для составления учебника церковного пения и нотных переложений для народный школ под председательством великого князя Константина Николаевича (этот комитет, или вторая комиссия, был утвержден по результатам работы первой Особой комиссии для рассмотрения предложений министра народного просвещения относительно обучения церковному пению в начальных училищах, которая работала с 22.12.1865 по 10.03.1866 г.); целью работы второй комиссии стало составление программы конкурса на составление «Певческого учебника для народных школ» и составление плана «Сборника переложений для народной школы» (рассматривалось два предложения: первое – от директора Придворной певческой капеллы А.Ф. Львова, двоюродного брата Софии Петровны Потуловой, жены младшего брата Николая Михайловича – Ипполита, который предлагал сделать и издать переложения отдельных номеров из Обихода Капеллы, приноровленные к однородным хорам; второе – от Н.М. Потулова, который просил о дозволении напечатать на свой счет сборник его переложений, выполненных точно по синодальным книгам, начиная с Литургии киевского распева); во второй комиссии Н.М. Потулов, по предложению кн. В.Ф. Одоевского, занимался сложной и трудоемкой работой - сличением переложений Придворной певческой капеллы с нотными книгами, изданными от Святейшего Синода (результатом его работы стал труд «Сличение восьми мест из переложений Капеллы с мелодией книг синодского издания») и, уже после смерти кн. В.Ф. Одоевского, с 31.05.1869 г. Н.М. Потулов был избран членом Комиссии для исправления нотных книг богослужебного пения, образованной по поручению обер-прокурора Святейшего Синода графа Д.А. Толстого. Одним из результатов деятельности этой комиссии стало рассмотрение Обществом древнерусского искусства труда Потулова - «Руководство к практическому изучению древнего богослужебного пения православной Российской церкви», и ходатайство общества перед Святейшим Синодом об его утверждении и издании, которое было удовлетворено и труд Н.М. Потулова впервые увидел свет в 1872 г., незадолго до его кончины; это издание с 1874 г. было рекомендовано Святейшим Синодом как учебное пособие при обучении церковному пению для духовных учебных заведений, однако, оно было пригодно и для употребления в церковно-богослужебной практике, а по ведомству Министерства народного просвещения руководство было рекомендовано как единственное пособие для преподавания предмета обучения пению в средних и низших учебных заведениях, подведомственных министерству.
Изыскания и труды Н.М. Потулов по гармонизации древнецерковных песнопений основывались на глубоком знании христианского богослужения. Он свободно владел несколькими языками, о чём свидетельствует его богатая библиотека, включавшая в себя до 4000 томов из рукописей и книг на древнеславянском, русском, латинском, французском, немецком и английском языках; каталогизацию и «приведение в порядок библиотеки статского советника Потулова» в 1870 г. осуществил баллотировавшийся на должность помощника библиотекаря Московской духовной академии воспитанник Московской духовной семинарии Михаил Дмитриевич Разумовский, единственный сын протоиерея Дмитрия Васильевича Разумовского, единомышленника и соратника Н.М. Потулова. Однако, до кончины Н.М. Потулов так и не успел закончить издание других своих трудов, по большей части в связи с интригами и противодействием Придворной певческой капеллы, имевшей монопольное право на издание сочинений церковных песнопений; они увидели свет позже, благодаря трудам и заботам его супруги – Екатерины Александровны.
Е.А. Потулова не только учредила и содержала в 1861 – 1862 гг. одну из шести московских женских воскресных школ; с 1871 г. она состояла членом Отдела распространения духовно-нравственных книг при московском Обществе любителей духовного просвещения, состоящего под покровительством Е.И.В. государыни императрицы, а также членом-посетителем Московского отделения Императорского Русского музыкального общества. Овдовев, она приняла на себя труд публикации неоконченных духовных музыкальных сочинений своего супруга, и, несмотря на противодействие Придворной певческой капеллы, благодаря неустанным заботам Е.А. Потуловой, о чём обычно не упоминается, в 1876 г. увидел свет основной труд Н.М. Потулова - «Сборник церковных песнопений. Составлен по нотным церковных книгам, изданным с разрешения Святейшего Синода первым тиснением в Москве в 1772 г. и правленым против древних безлинейных рукописей до XVIII в. включительно», изданный в Московской синодальной типографии и рекомендованный Святейшим Синодом в качестве учебного пособия для наставников при преподавании церковного пения в духовно-учебных заведениях. Получив в последующие годы широкое распространение в приходских школах и церквах в различных уголках Российской империи, сочинения Н.М. Потулова внесли весомый вклад в обновление методологии преподавания русского церковного пения.
Николай Михайлович Потулов был среднепоместным и состоятельным помещиком, предпринимателем, благотворителем, он известен не только как знаток и исследователь древнерусского церковного искусства, но и как пензенский меценат: в конце 1852 г. выделил деньги на покупку дома и учебных материалов (гипсовых статуй, голов, медальонов, зверей и различных эстампов) для создания Пензенской живописной школы К.А. Макарова, в 1854 г. открытой в губернском городе. В периоды отставок и отпусков жил в родовом имении, в котором родился – с. Елизино (Потуловка тож, Загоскино тож) Мокшанского уезда Пензенской губернии, что было в 30 верстах от уездного г. Мокши, на берегу речки Юрловка; приходским хором сельской церкви Космы и Дамиана, образованного из дворовых и крепостных крестьян, основанного ещё его родным дядей – отставным генерал-майором, помещиком Григорием Александровичем Потуловым, в середине 1850-х гг. началось исполнение сочинений русского древне-церковного пения в переложениях (гармонизациях), составленных Н.М. Потуловым; в 1858 г. в этом же имении – с. Елизине, Потулов основал винокуренный завод, который впоследствии стал известен под именем его жены – «Екатерининский»; 19.10.1861 г. именным указом Е.И.В. (опубликован 28.02.1862 г.) Н.М. Потулов получил высочайшее разрешение передать, в случае своей смерти, в пожизненное владение жены – Екатерины Александровны, урожденной Ладыженской, принадлежащие ему родовые имения: в с. Никольском (Тепловка тож) Мокшанского уезда (в 1840-х гг. село Никольское относилось к Инсарскому уезду) и в дер. Брюховка (Быковка) Инсарского уезда (в 1840-х гг. дер. Брюховка, или Брюковка тож, относилась к Мокшанскому уезду, а дер. Быковка – к Инсарскому) Пензенской губернии, в коих было, по 8-й ревизии – 1833 г., 102 крестьянских души муж. пола, а по 10-й ревизии – 1858 г., 128 крестьянских душ муж. пола; в с. Успенском (Крутицы тож) и в дер. Ведеве Александровского уезда Владимирской губернии, в коих было, по 10-й ревизии – 1858 г., 112 крестьянских душ муж. пола (по разделу наследовал от своей родной сестры – Антонины Михайловны Потуловой); в дер. Ямки Ростовского уезда Ярославской губернии, в коей было, по 10-й ревизии – 1858 г., 28 крестьянских душ муж. пола (по разделу наследовал от отца); половину с. Кишкина в Княгининском уезда Нижегородской губернии, в коей было, по 10-й ревизии – 1858 г., 134 крестьянских душ муж. пола (по разделу наследовал от своей родной тетки – Бутурлиной Анастасии Владимировны). Кроме указанных, за ним же было имение в дер. Михайловке Николаевского уезда Саратовской губернии (по разделу наследовал от отца), в коем состояло, по 9-й ревизии – 1850 г., 84 крестьянские души муж. пола, которое осенью 1851 г. он продал своему младшему брату – псковскому вице-губернатору, статскому советнику Ипполиту Михайловичу Потулову.
Кроме помещичьего хозяйства, винокуренного производства, Н.М. Потулов занимался и вложениями в новые сферы российского предпринимательства, ставшие распространяться в период реформ, проводимых императором Александром II. Он был членом-учредителем (акционером) и с 24.09.1859 г. избран членом (одним из директоров) Правления акционерного Общества публичных прачечных заведений в г. Москве, одного из немногих московских акционерных обществ, выпуск акций которого был успешно реализован.   
Семейные и родственные связи.
Николай Михайлович Потулов с 1841 г. был женат на девице Ладыженской Екатерине Александровне (15.05.1822 – 16.11.1896), дочери рязанского дворянина, надворного советника и кавалера Александра Фёдоровича Ладыженского (21.10.1796 – 09.12.1848), служившего в 1830-х гг. архивариусом Московского архива Коллегии иностранных дел, и с декабря 1848 г. состоял опекуном над имениями умершего тестя, добросовестно защищая, по мере возможности, семейный капитал и имущество от претензий его кредиторов. В Михайловской уезде Рязанской губернии за А.Ф. Ладыженским состояли подаренные отцом – чиновником V-го класса Ф.Н. Ладыженским, имения в селе Некрасове, Спасском тож, и в сельце Высоком, в коих было, по 8-й ревизии – 1833 г., 148 крепостных душ муж. пола; в Чернском уезде Тульской губернии за ним было, в общем владении с отцом и сестрой, сельцо Пишково (Слободка тож), а в Епифанском уезде той же губернии – имение в сельце Аничково, в котором, по 9-й ревизии – 1850 г., было 54 крестьянские души муж. пола. Это имение – Аничково, по наследству с 20.02.1853 г. перешло в совместное владение жены А.Ф. Ладыженского – надворной советницы Анны Ивановны Ладыженской, урожденной Греве, и их детям: коллежской советнице Екатерине Александровне Потуловой, девицам Софье и Наталье, действительному студенту Императорского Московского университета Сергею Александровичу Ладыженскому и подпрапорщику Михаилу Александровичу Ладыженскому.
Екатерина Александровна Потулова была внучкой статского советника и кавалера Фёдора Николаевича Ладыженского (1759 – 11.08.1845), крупного помещика Рязанской, Тульской, Смоленской и Владимирской губерний, в которых за ним было свыше тысячи крепостных душ муж. пола, начинавшего службу в гвардии. Записан в службу с 01.01.1773 г. солдатом лейб-гвардии Преображенского полка; с 10.02.1774 г. пожалован в капралы; с 21.04.1775 г. в фурьеры; с 10.06.1775 г. в подпрапорщики; с 01.01.1776 г. в каптенармусы; с 21.04.1776 г. в сержанты; из полковых сержантов с 01.01.1784 г. пожалован в офицерский чин гвардии прапорщика; с 01.01.1786 г. в подпоручики; с 01.01.1788 г. в поручики, с назначением полковым адъютантом лейб-гвардии Преображенского полка; участвовал в русско-шведской войне 1788 – 1790 гг.; из полковых адъютантов с 01.01.1791 г. произведен на вакансию в капитан-поручики; из капитан-поручиков с 01.01.1794 г. произведен на вакансию в гвардии капитаны; с 01.01.1796 г. уволен к статским делам с чином армии бригадира; числился при Герольдии, состоял не «у дел»; с 04.01.1806 г. определен в службу смотрителем Московского главного военного госпиталя; с 21.11.1810 г. уволен по прошению в отставку с чином V класса – статского советника, в том же ранге армии бригадира. Отставной бригадир и статский советник Ф.Н. Ладыженский в Москве жил рядом с Главным военным госпиталем, где служил, в собственной городской усадьбе – в Немецкой слободе, 2-го квартала Лефортовской части Москвы, состоящей под №№ 5 и 6 между Дворцовым и Салтыковым мостами, в приходе сохранившейся до наших дней церкви Вознесения, что на Гороховом поле, напротив усадьбы графа Алексея Кирилловича Разумовского; этот район Москвы не пострадал во время пожара 1812 г., сохранилась и городская усадьба Ф.Н. Ладыженского: «дом каменный с флигелями и службами каменными же, крытые все железом, в доме полы все паркет, с полною мебелью красного дерева, с зеркалами, комнаты обиты штофными обоями, равно с обширным садом и прудом, с передним и задним двором». Московская усадьба Ладыженских в 1810-х гг. была известна также тем, что в доме под № 5, в котором жила то ли первая, то ли вторая супруга Фёдора Николаевича – чиновница V-го класса Елизавета Александровна, располагался Пансион для благородных девиц коллежского советника и кавалера Богдана Варфоломеевича Гибаля. Кроме этой обширной городской усадьбы Ф.Н. Ладыженскому принадлежал доходный деревянный дом с садом и «всеми к нему принадлежностями», приносивший свыше тысячи рублей годового дохода и состоявший в 3-м квартале Яузской части Москвы под № 301, в 1805 г. проданный с публичных торгов в счет уплаты вексельных долгов Ф.Н. Ладыженского; овдовевшей последней супруге Ф.Н. Ладыженского – Анастасии Дмитриевне, в год смерти мужа - 1845 г., принадлежал дом под № 330, в 3-м квартале Басманной части г. Москвы.
Отец бригадира Федора Николаевича Ладыженского и прадед Екатерины Александровны Потуловой – коллежский асессор Николай Васильевич Ладыженский (1734 – 1794), с 18.09.1775 г. служил подпоручиком (из прапорщиков) при Экспедиции строения Кремлёвского дворца; в чине коллежского асессора (с 08.10.1781 г. из титулярных советников) в 1780 – 1784 гг. в том же ведомстве служил казначеем; в том же чине в 1785 – 1788 гг. служил заседателем II-го департамента Верхнего земского суда Рязанского наместничества; он был московским домовладельцем, в 1793 г. за ним был дом № 252 на Яковлевской улице, в 3-м квартале 10-й части города, в приходе церкви Апостола Иакова. Коллежский асессор Н.В. Ладыженский был помещиком с. Красного, с. Зайчино, с. Свечи, сельца Некрасово, сельца Конуры, дер. Высокой, дер. Таичино и др. Михайловского уезда, с. Старая Рязань (Задола тож), с. Шатрище, дер. Пешая Слободка Спасского уезда, дер. Алабиной Пронского уезда и др. селений Рязанского наместничества, многие их которых приобретал с аукционных торгов в Рязани; в Епифанском уезде Тульского наместничества за ним была деревня Итань Себинского стана; в Кузнецком уезде Саратовского наместничества за ним было имение в с. Знаменском и в сельце Богоявленском (Лутовка тож), проданное в июне 1780 г. поручику Селивачеву Василию Степановичу; в Кадыевском уезде Костромского наместничества 05.11.1792 г. он приобрел у коллежской советницы Булгаковой Ульяны Ивановны имение в с. Спасском, дер. Жеговатке с пустошью Веретенка, и имение в деревне-починке Наумове.   
Служа в Москве, Николай Михайлович Потулов вместе с семьей проживал в доходных домах в разных районах города, а с 1856 г., после назначения на должность присутствующего (директора) в Московской аукционной камере, жил на казенной квартире Аукционной камеры, арендовавшей дом Скопиной в Ваганьковском переулке (по нечетной стороне, дом № 5), близ ул. Знаменки в Тверской части Москвы (ныне – Староваганьковский переулок); из истории московских уголовных процессов известно, что 12.12.1858 г. переднюю комнату казенной квартиры Потулова обворовал отставной штабс-капитан Архангелогородского пехотного Е. И. Выс. великого князя Владимира Александровича полка Петр Иванович Тывалович, только 13.08.1858 г. уволенный от службы по «домашним обстоятельствам»; в 1861 г. супруга Н.М. Потулова – Екатерина Александровна, получила разрешение устроить в казенной квартире одну из шести женских начальных воскресных школ, существовавших в то время в Москве; учредительницей, распорядительницей и содержательницей школы была сама Е.А. Потулова, заведующим – директор 2-й московской гимназии, статский советник В.В. Авилов, а преподавателем служил прихода церкви Воздвижения Святого Креста дьякон Иван Сахаров.         
Несмотря на то, что рязанский дворянский род Потуловых был очень древним, со временем разделившись на несколько ветвей, происхождение Николая Михайловича Потулова по мужской, отцовской линии, прослеживается только с середины XVIII в. Его прямым предком был Никита Потулов – прадед Николая Михайловича, о котором известно то, что он служил полковым адъютантом в ранге подпоручика и из адъютантов с 05.09.1741 г. был пожалован чином поручика Украинской ландмилиции.
Старший сын Никиты Потулова – Михаил Никитич (? – не ранее 1812), прапорщик в отставке, стал основателем ярославской ветви рода: с 1778 по 1780 г. он служил дворянским заседателем Петровского нижнего земского суда только что образованной Ярославской губернии (избран с 09.12.1777 г. на первое трехлетие), с 21.02.1784 г. вступил в должность Ярославского уездного стряпчего, был помещиком и храмостроителем селений Петровского и Романово-Борисоглебского уездов оной и с 1788 г. был женат на девице Яновой Марии Сергеевне, помещице села Хомутова на реке Вязьме, по границе Ковровского и Суздальского уездов Владимирской губернии. Он же имеет, по-видимому, отношение и к калужской ветви рода Потуловых: в Козельском уезде Калужской губернии за ним состояло небольшое имение в деревне Старинки, в коем, по 6-й ревизии -  1811 г., было 27 крепостных душ муж. пола.  
Более успешную карьеру сделал младший сын Никиты Потулова – статский советник Александр Никитич Потулов (ок. 1748 – не ранее 1812), дед Николая Михайловича Потулова; он был помещиком с. Голенищево Сапожковского уезда Рязанского наместничества (это имение оставалось в роде Потуловых до начала XX в.) и, вместе со своей супругой – рязанской дворянкой девицей Загоскиной Евдокией Григорьевной, стал основателем пензенской ветви рода. В Пензенском наместничестве Пензенского уезда за ним состояло имение в с. Никольском (Загоскино тож) и в дер. Елань (Потуловка тож) по обеим сторонам реки Пензы и речки Елань-Пензы, которое в 1787 г. он купил у свояченицы – девицы Загоскиной Марии Григорьевны; в Наровчатском уезде Пензенского наместничества за ним было имение в с. Ильинском (с. Часево тож, с. Ачасьево тож), которое в 1787 г. он купил у флота лейтенантши Нефедьевой Анны Ивановны;  в Мокшанском уезде той же Пензенской губернии в конце 1790-х гг. за ним была дача близ казенного Мокшанского выезжего леса, на земле которой впоследствии поселена деревня Потуловка; в Ярославском наместничестве за полковником А.Н. Потуловым было имение в деревне Ямки Богородского стана Петровского уезда, купленное им 10.03.1780 г. у вдовы-прапорщицы Суворовой Натальи Яковлевны, а также в том же наместничестве - имение в деревне Ешки (Яшки) Ростовского уезда; в Перемышльском уезде Калужской губернии за ним была незаселенная земля в дер. Вишенки (Вишенок).  
Александр Никитич Потулов вступил в военную службу в 1763 г. солдатом лейб-гвардии Преображенского полка, в котором впоследствии служили все его сыновья, в т.ч. и Михаил - отец Николая Михайловича Потулова; с 22.09.1769 г. произведен в гвардии сержанты и в ходе русско – турецкой войны 1768 – 1774 гг. волонтером принимал участие в 1-й Архипелагской экспедиции Балтийского флота: в кампанию 1770 г. участвовал в десанте под Чесмой, в кампанию 1771 г. - в десанте на островах Негропонте и Лесбос (Митилин), в кампанию 1772 г. - в разгроме турецкого флота у крепости Патрас; в 1773 г. имел чин армии прапорщика и после заключения мирного договора с Турцией продолжил службу, по-прежнему, унтер-офицером лейб-гвардии Преображенского полка; в 1775 г. пожалован в полковые аудиторы и в том же году - в гвардии прапорщики, с оставлением в должности; из полковых аудиторов с 01.01.1777 г. пожалован в поручики лейб-гвардии Преображенского полка; с 01.01.1779 г. – в капитан-поручики; с 01.01.1781 г. из капитан-поручиков гвардии уволен к статским делам с чином армии полковника; весной того же – 1781 г., был определен советником Гражданской судебной палаты новообразованного Пензенского наместничества и состоял в этой должности на 12.12.1781 г.; в июне 1782 г. переведен на должность директора (полковника) Экономии казённой палаты Пензенского наместничества и служил в этой должности почти десять лет - по декабрь 1790 г.; в том же чине полковника с января 1791 г. состоял при Герольдии и числился «не у дел»; из армии полковников с 05.04.1797 г. пожалован в чин статского советника, но находился, по-прежнему, «не у дел»; в 1801 г. оставлен от службы «вовсе» в том же чине статского советника; с 1805 по 1811 г. избирался предводителем дворянства Пензенской губернии и по должности состоял членом Пензенского дворянского совестного суда; в июле 1816 г., уже после окончания Отечественной войны 1812 г. и зарубежных походов 1813 – 1814 гг., состоялся раздел его имений между наследниками. Александр Никитич Потулов в браке с Евдокией Григорьевной Загоскиной имел пятерых сыновей: старшего Михаила – отца церковного композитора Николая Михайловича Потулова, а также Александра, Григория, Николая, младшего Петра и дочь Екатерину, в замужестве Столыпину. Михаил Александрович Потулов и все его братья, по примеру отца, начинали службу в лейб-гвардии Преображенском полку, из них трое погибли на полях сражений с армиями Наполеона.
Потулов 1-й Михаил Александрович (ок. 1774 – между 10.08.1833 и 04.07.1834) – статский советник в ранге чиновника IV класса, отец церковного композитора Н.М. Потулова, происходил из дворян Инсарского уезда Пензенской губернии: в службу вступил в 1790 г. унтер-офицером (подпрапорщиком) лейб-гвардии Преображенского полка; с 09.08.1797 г. из полковых портупей-прапорщиков произведен в офицерский чин прапорщика; с 09.09.1798 г.  - в подпоручики; с 04.05.1799 г. – в поручики, с оставлением при прежней должности (?); 27.11.1799 г. уволен в отпуск на два месяца; с 29.09.1800 г. назначен на должность адъютанта лейб-батальона генерал-майора И.И. Сукина лейб-гвардии Его Императорского Величества полка (так непродолжительное время именовался Преображенский полк в период царствования Павла I); 11.09.1802 г. уволен в отпуск на четыре месяца; с 10.08.1803 г. из поручиков пожалован на вакансию в штабс-капитаны; 12.01.1804 г. уволен в отпуск на 28 дней; с 01.02.1804 г. отпуск продлен по 15.03.1804 г.; с 13.09.1804 г. из штабс-капитанов лейб-гвардии Преображенского полка уволен от службы для определения к статским делам с повышением чина, т.е. надворным советником; с 14.07.1815 г. пожалован в коллежские советники; жил и служил в Москве гражданским чиновником по комиссариатской части Военного министерства и в 1810 - 1820-х гг. был присутствующим членом Московской комиссариатской комиссии и чиновником особых поручений «у разных дел» Комиссии московского комиссариатского депо; высочайшим указом от 03.03.1824 г., за усердную и беспорочную выслугу лет, пожалован в V класс (статского советника), со старшинством с 16.07.1819 г.; на 13.10.1826 г. в прежнем чине статского советника имел ранг чиновника IV класса, т.е. действительного статского советника по занимаемой должности; по другим сведениям, на 26.10.1825 г. был в отставке, в ранге чиновника IV класса; кавалер ордена Святого Владимира 4-й ст. (19.12.1819) и ордена Святой Анны 2-й ст. (17.06.1823).
Владел крупными имениями в дер. Михайловке Николаевского уезда Самарской губернии, в селе Спасском (Ускляй тож) Инсарского уезда Пензенской губернии, которые перешли по наследству к его сыновьям (менее крупное имение в дер. Михайловке – к Николаю; более крупное имение в с. Спасском-Ускляй, в коем, по 8-й ревизии – 1833 г., было 250 крепостных душ муж. пола, к Владимиру, Ипполиту и Константину, примерно в равных долях); за ним же было небольшое имение в дер. Брюховке Мокшанского уезда и в дер. Быковке Инсарского уезда Пензенской губернии, в коем состояло, по 8-й ревизии – 1833 г., 40 крестьянских душ муж. пола (имение по разделу наследовал младший сын – Николай Михайлович); за ним же было имение в дер. Потуловка, Чегра тож, Сызранского уезда Симбирской губернии, в коем состояло, по 8-й ревизии – 1833 г., 52 крепостные души муж. пола (имение по разделу наследовал старший сын – Владимир Михайлович); за ним же, совместно с братом – генерал-майором Григорием Александровичем Потуловым, было небольшое имение в дер. Бровцыной (Надеждино тож), Аткарского уезда Саратовской губернии, 10.08.1833 г. проданное коллежской асессорше Жедринской Варваре Ефимовне, супруге коллежского асессора и кавалера Жедринского Владимира Егоровича; по разделу родительских имений с братом – полковником Потуловым Григорием Александровичем, и сестрой – коллежской асессоршей Столыпиной Екатериной Александровной, утвержденного 27.08.1824 г. в Пензенской гражданской палате, в ранге чиновника IV класса получил по наследству крупное имение в Ростовском уезде Ярославской губернии, в сельцах Иванове и Камнове, с деревнями Бабиной и Ямки, в коем, по 7-й ревизии – 1815 г., было 130 крепостных душ муж. пола, со всеми их семьями, имуществом и землями, оцененное в 740 000 руб.; в марте 1814 г. купил с торгов 73 десятины казённых земель при селе Семёновском-Шуйском Александровского уезда Владимирской губернии; за ним же в 1828 г. числилась спорная земля в с. Акшенасе (Кашкарово тож) Инсарского уезда Пензенской губернии, принадлежавшая статскому советнику Иванову Николаю Григорьевичу.
Потулов Михаил Александрович являлся московским домовладельцем. Он был женат на девице Софье Владимировне Бутурлиной (06.11.1779 – 02.12.1836), правнучке знаменитого сподвижника Петра I, полкового командира лейб-гвардии Преображенского полка в чине гвардии подполковника ранга армии генерал-аншефа Ивана Ивановича Бутурлина Младшего (24.06.1661 – 21.12.1738) и, таким образом, по материнской линии композитор Николай Михайлович Потулов был прямым потомком И.И. Бутурлина, его праправнуком. По-видимому, в качестве приданого за девицу С.В. Бутурлину надворный советник Михаил Александрович Потулов и получил дворовую усадьбу в Москве под № 37 на ул. Мясницкой 1-го квартала Яузской части города, в которой он жил в 1811 - 1812 гг. Ныне этот дом под № 38 по правой стороне ул. Мясницкой известен как доходный дом московского 1-й гильдии купца Петра Емельяновича Лангового, однако, на протяжении всего XVIII в. эта городская усадьба была связана с семьей девицы Софьи Владимировны Бутурлиной – матери Николая Михайловича Потулова, и, по всей видимости, именно в этом московском доме жила семья его родителей до московского пожара Отечественной войны 1812 г.  
Комнатный стольник и сподвижник Петра I, генерал-аншеф, полковой командир обоих гвардейских полков (Преображенского и Семеновского), сенатор и президент Коммерц-коллегии Иван Иванович Бутурлин Младший, принимавший непосредственное участие в борьбе за возведение на русский престол и царя Петра I, и его супруги - императрицы Екатерины I, в браке (с 1684 г.) с девицей Марфой Тимофеевной Савеловой имел сыновей: Николая, Аркадия, Сергея и дочь Анну, в замужестве Головину.
Его сын и прадед М.Н. Потулова – Сергей Иванович Бутурлин (1695 – 1772), служил офицером и был участником Северной войны 1700 – 1721 гг.: службу начал с 20.01.1712 г. солдатом Симбирского пехотного полка, сформированного в малороссийском г. Ромнах и несшего там гарнизонную службу; в связи с расформированием Симбирского пехотного полка, в 1714 г. переведен солдатом в Великолуцкий пехотный полк, несший гарнизонную службу в шведском г. Абове (современный г. Турку в Финляндии); через три месяца, в том же – 1714 г., пожалован в капралы того же полка там же; по смотру генерал-аншефа князя Голицына Михаила Михайловича Старшего (01.11.1675 – 10.12.1730) из капралов Великолуцкого пехотного полка в 1716 г. пожалован в сержанты Московского пехотного полка, несшего гарнизонную службу в том же г. Абове; в 1718 г. пожалован в офицерский чин прапорщика того же полка там же; по смотру генерал-фельдмаршала светлейшего кн. А.Д. Меншикова, в январе 1720 г. переведен тем же чином прапорщика во Владимирский драгунский полк;  по смотру того же светлейшего кн. А.Д. Меншикова в Смоленске, с 29.06.1720 г. произведен в поручики Владимирского драгунского полка (согласно полковой истории Владимирского драгунского полка, переведен в полк из Московского пехотного полка в 1714 г., что противоречит офицерской сказке Бутурлина); в честь коронации императрицы Екатерины I c 07.05.1725 г. из поручиков произведен в капитаны Владимирского драгунского полка; после опалы, лишения чинов, имущества и ссылки своего отца в родовую усадьбу Крутицы Владимирского уезда, состоял «не у дел» и с 17.01.1734 г. уволен от службы в вечную отставку в том же чине армии капитана.
Примерно в то же время, в 1734 – 1738 гг., С.И. Бутурлину принадлежали две московские усадьбы, находившиеся по соседству: одна - против Земляного города, на стрелецкой земле, в приходе сохранившейся до наших дней церкви Николая Чудотворца, что в Дербеневе, и вторая – «поворотя от Земляного города на ул. Мясницкую», на слободской земле Огородной слободы, в приходе церкви Николая Чудотворца на Мясницкой, которая до наших дней не сохранилась. На месте второй городской усадьбы С.И. Бутурлина и располагался во второй половине XIX в. доходный дом купца П.Е. Лангового. Соседняя усадьба, граничащая с владением С.И. Бутурлина на ул. Мясницкой, принадлежала вдове княгине Шаховской Степаниде Михайловне, которая была его тёщей по первому браку.  
Отставной капитан Владимирского драгунского полка Сергей Иванович Бутурлин был женат дважды. Первым браком - на девице княжне Лукерье (Гликерии) Юрьевне Шаховской (? – 1749), а вторым – на девице Колычевой Татьяне Андреевне (07.01.1725 – 02.04.1786), и в двух браках имел четырех сыновей и шесть дочерей. Первая его супруга – княжна Лукерья Юрьевна Шаховская, была дочерью ближнего боярина князя Шаховского Юрия Фёдоровича (? – 29/30.12.1713) и Степаниды (Стефаниды) Михайловны.
Ближний боярин князь Ю.Ф. Шаховской, один из умнейших людей петровского времени, был сыном стольника князя Фёдора Семёновича Шаховского (упоминается в стольниках с 1658 по 1669 г.), с 05.08.1663 г. служившего судьей Московского судного приказа и его главой с 01.03.1664 по 27.01.1665 г.; по переписи 1670 г. ему принадлежала дворовая усадьба по улице «у Мясницких ворот от Земляного города». Сын судьи - князь Ю.Ф. Шаховской, службу начал с 1686 г. комнатным стольником царицы Прасковьи Фёдоровны; в 1687 г. назначен стольником двора царя Петра I; летом 1694 г. сопровождал царя в поездке в Архангельск; с братьями 31.01.1696 г. нес почетную службу у гроба царя Иоанна V Алексеевича; в конце марта, или в первых числах апреля 1696 г., взят в царскую Комнату и получил чин комнатного стольника (спальника) царя, став последним стольником, пожалованным чином личного царского камердинера; участвовал в победоносном Азовском походе 1696 г.; летом 1702 г. сопровождал царя в поездке в Соловецкий монастырь; летом 1703 г. сопровождал царя в поездке на Олонецкую верфь; в августе 1706 г. в Нарве празднует годовщину взятия города вместе с супругой, тогда же получает в подарок от Петра I книгу «Сказание учителя церковного Иеронима святого о Иуде, предателе господа нашего Иисуса Христа»; летом 1709 г. сопровождал Петра I в поездке в Воронеж и на Дон, участвовал в розыске и казнях участников восстания К.А. Булавина; в ноябре 1709 г. сопровождает царя в поездке в Нарву; из комнатных стольников с 12.04.1710 г. пожалован думным чином боярина; в июне 1710 г. вызван Петром I в Выборг для празднования взятия города; был одним из строителей С.-Петербурга и его окрестностей, с 16.08.1710 г. именным указом Петра I возглавил комиссию для работ по межеванью и разбивке на дачные участки южного побережья Финского залива от Поповой мызы (Петергофа) до Красной Горки (р-н Лебяженского городского поселения), положив начало строительству Петергофской дороги; в 1711 г. участвовал в Прутском походе и указом Петра I от 29.06.1711 г. (приказ ген.-майора А.А. Вейде по походной армии от 30.06.1711 г.; должностная инструкция от 02.07.1711 г.) назначен на вновь учрежденную должность генерал-гевальдигера, т. е. начальника военной полиции,  «для надзирания за движением войск на марше», обязанностью которого было сокращение небоевых потерь русской армии во время военных походов, в т. ч. борьба с дезертирством, вредительством и саботажем, паникерством, шпионами и слухами, мародерством и грабежами мирного населения, надзор за соблюдением воинской дисциплины и полевых санитарных правил; после поражения русской армии у р. Прут и заключения мирного договора с Турцией, в царской свите в сентябре 1711 г. сопровождал Петра I в поездке в Карлсбад; в 1712 г. именным указом Петра I велено ему раздавать дачные участки по Петергофской дороге «разным персонам под загородные дворы», что и было сделано; указом Правительствующего Сената от 04.08.1712 г. велено ему, среди прочих лиц, жить после окончания Северной войны на о. Котлине, где ему дозволялось построить для жительства «некоторое строение», при этом в тексте указа князь показан «в походе»; живя в С.-Петербурге, где имел свой двор, который с семьей посещал Петр I (13.05.1708 г. царь с царицами и царевнами, после закладки в камне Трубецкого бастиона Петропавловской крепости, «кушали» в доме князя), в 1711 - 1713 гг. прилагал много сил к организации пожарной охраны Адмиралтейского острова.
Но более статской службы он был известен как придворный шут и близкий «ушник» Петра I, с начала 1690 – 1691 гг. организатор и видный участник нескончаемых петровских попоек и маскарадов в честь святок, свадеб, именин, военных побед и разных других событий, называемых «всешутейшим и всепьянейшим собором», который вёл учет всех участников этих петровских балаганов на западный манер, на которые явка была так же обязательна, как на военную службу, а отсутствие приравнивалось к государственной измене; также в обязанности князя входил сбор дани с состоятельных «прибыльщиков» Московского царства за освобождение их домов от посещения «славильщиками», т.е. организованной командой участников «всешутейшего собора» с фискальными целями. Имевший в этом «соборе» высокий «духовный» титул митрополита Киевского и Галицкого архидиакона Гедеона, князь стал первым и последним в российской истории кавалером знаменитого петровского «ордена Иуды», публично подчеркивая участь всех врагов отечества, которым, не позднее ноября 1709 г., царь его «наградил» вместо малороссийского гетмана И.С. Мазепы.  
Обширная московская усадьба с торговыми лавками, сдававшимися в наем, на белой земле (т.е. освобожденной от сбора податей) между улицами Сретенкой и Мясницкой, которой владели его вдова и дочь, боярин князь Ю.Ф. Шаховской получил 24.02.1711 г. по данной выписи Приказа земских дел, очевидно, не без ведома царя Петра I, ценившего умение своих сподвижников пить и не пьянеть не менее, чем их подвиги на ратном поле. Кроме с.-петербургского, нарвского, нескольких московских дворов, которые после кончины князя перешли во владение его вдовы и дочери (сыновей у княжеской четы, согласно родословной росписи, не было), в 1710-х гг. князю принадлежали вотчины: в Московском (Воря и Корзенева стана село Спасское и сельцо Тарбеево (позднее - с. Спасское-Торбеево Дмитровского у.), пустошь Самарковой, Мауркино тож; Манатьина и Быкова стана сельцо Халдеево, Фуниково тож), Ростовском (Савина стана село Пужбола), Суздальском (дер. Анверкиева) уездах, мыза (деревня) Смолеговицы в Ингерманландии (позднее – с. Старые Смолеговицы Яблоницкой волости Ямбургского у. С.-Петербургской губернии), а также деревни в Алексинском и Пошехонском уездах.
Вместе с тем, по другим данным, имение Московского уезда Мататьина и Быкова стана сельцо Халдеево, Фуниково тож, и Ростовского уезда Савина стана село Пужбола, были вотчинами полного тёзки князя – подполковника князя Шаховского Юрия Федоровича, сына окольничего князя Шаховского Фёдора Ивановича (умер в 1669 г.) и участника Северной войны 1700 – 1721 гг., также, согласно родословной росписи, не имевшего мужского потомства. Подполковник кн. Ю.Ф. Шаховской, в отличие от жившего в то же время своего тезки и дальнего родственника ближнего боярина кн. Ю.Ф. Шаховского, не был шутом Петра I. Князь командовал гарнизонным пехотным полком своего имени, сформированного в 1708 г. в Казани из солдат, набранных в Верхнем Ломове; в 1709 г. полк нес гарнизонную службу в Сумах и Ахтырке, принимал участие в сражении под Полтавой, после которого конвоировал пленных шведов до Москвы, а по прибытии в Москву в сентябре 1709 г. полк был расформирован и его часть направлена на формирование полка полковника Григория Колычева; сам подполковник кн. Ю.Ф. Шаховской, пожалованный за Полтаву чином полковника, умер в сентябре 1710 г. Село Пужбола и сельцо Халдеево были вотчинами отца полковника и резонно полагать, что именно он наследовал отцовскую недвижимость.
Как бы то ни было, единственная дочь боярина князя Ю.Ф. Шаховского и боярыни княгини С.М. Шаховской - княжна Лукерья Юрьевна Шаховская, вышла замуж за капитана С.И. Бутурлина, став его первой женой и принеся капитану не только трех сыновей и четырех дочерей, но и, по всей видимости, не малое приданое. Жили Бутурлины по соседству с матерью невесты, а небольшая усадьба, вклинившаяся в их владения на Мясницкой улице в приходе церкви Николая Чудотворца и принадлежавшая портному мастеру Ивану Петровичу Кузминскому, 26.01.1745 г. была им продана капралу Высокому Ивану Петровичу, который 13.03.1749 г., в год смерти Лукерьи Юрьевны Бутурлиной, продал её капитану С.И. Бутурлину. Таким образом, в начале 1749 г. владения вдовы и дочери боярина кн. Ю.Ф. Шаховского и владения С.И. Бутурлина на Мясницкой улице представляли собой владения одной семьи. Лукерья Юрьевна Бутурлина унаследовала от матери и соседнюю дворовую усадьбу между Мясницкой и Сретенской улицами в приходе церкви Николая Чудотворца, что в Дербеневе, которая после её смерти в 1749 г. досталась овдовевшему капитану С.И. Бутурлину и 30.05.1755 г. была им продана графу Ивану Симоновичу Гендрикову. От своей первой супруги С.И. Бутурлин унаследовал и подмосковную вотчину князей Шаховских -  Московского уезда Воря и Корзенева стана село Спасское, Торбеево тож, в коем за ним, по 3-й ревизии – 1764 г., было 45 крестьянских душ муж. пола, и сельцо Егорьевское, Лычево тож, в коем за ним, по 3-й ревизии – 1764 г., было 129 крестьянских душ муж. пола (позднее – в Дмитровском уезде Московской губернии, ныне – в Сергиев-Посадском районе Московской области); от своей второй супруги С.И. Бутурлин получил в Рязанском уезде приданные имения в с. Долгинино и в с. Волынь, в коих, по 3-й ревизии – 1764 г., было 319 крестьянских душ муж. пола; за ним же была старинная родовая вотчина Бутурлиных в с. Успенском (Крутицы тож) Переславль-Залесской провинции и поместье в с. Сергиевском на р. Птань в Ефремовском уезде (позднее - с. Сергиевское Сергиевской волости Ефремовского уезда Тульской губернии), в коем С.И. Бутурлин своим иждивением в 1756 г. построил каменную церковь Сергия Радонежского.  
На следующий год после полной отставки от службы, у капитана С.И. Бутурлина и княжны Лукерьи Юрьевны Шаховской родился сын Владимир (12.07.1735 – 1803) – отец Софьи Владимировны Бутурлиной и дед (по линии матери) церковного композитора Николая Михайловича Потулова. Владимир Сергеевич Бутурлин, внук генерал-аншефа и сенатора И.И. Бутурлина и ближнего боярина князя Ю.Ф. Шаховского, службу начал солдатом лейб-гвардии Преображенского полка, но никакой карьеры не сделал: из полковых преображенских сержантов, в очередную годовщину празднования восшествия на престол императрицы Елизаветы Петровны, с 25.11.1758 г. был отставлен от службы «в вечную отставку» с чином гвардии прапорщика. С тех пор и до своей кончины в 1803 г. он вел ничем не примечательную спокойную жизнь помещика, если не считать его увлечение масонством – в 1774 г. вступил в братство московской ложи Клио и был избран её казначеем. Женился на богатой рязанской помещице девице Загряжской Марии Борисовне (12.05.1752 – 27.11.1811) и после смерти отца унаследовал московскую усадьбу на ул. Мясницкой, в приходе церкви Николая Чудотворца, где и жил с семьей; непосредственным соседом Бутурлиных с 05.04.1778 г. стал новгородский дворянин, владелец железных заводов, меценат и почетный член Российской Академии художеств Никита Акинфиевич Демидов (08.09.1724 – 16.12.1789), купивший у княгини Екатерины Алексеевны Голицыной участок бывшей суконной фабрики Ивана Михайловича Полуярославцова (позднее - дом № 34 по ул. Мясницкой), который унаследовал его сын - Николай Никитич Демидов (09.11.1773 – 22.04.1828), член Камер-коллегии, тайный советник в придворном звании действительного камергера двора Е.И.В., меценат и дипломат; кроме городской усадьбы на ул. Мясницкой гвардии прапорщику В.С. Бутурлину и его супруге в Москве принадлежало ещё несколько пустопорозжих земельных участков, как рядом с домом, так и в других районах города, один из которых в нач. 1790-х гг. находился в 3-м квартале 17-й части города, по левой стороне ул. Большие Каменщики. 
В Московском уезде Московской губернии, в нераздельном владении с братьями Александром и Алексеем, Владимиру Сергеевичу Бутурлину в 1768 г. принадлежала Воря и Корзенева стана пустошь Палкино (позднее в Богородицком уезде); во Владимирском уезде Владимирского наместничества – родовая вотчина Бутурлиных в с. Успенском, Крутицы тож; за его супругой – Марией Борисовной Бутурлиной, в том же Владимирском наместничестве, состояло крупное имение в деревне Рогловой Шуйского уезда, которое М.Б. Бутурлина последовательно расширяла, скупая окрестные земли у местных помещиков (23.11.1788 г. купила в дер. Рогловой имение (15 четвертей пашенной и непашенной земли) надворного советника Хрущова Дмитрия Михайловича и его детей: надворного советника Александра, армии подполковника Михаила и армии секунд-майора Павла Дмитриевых Хрущовых; 22.10.1791 г. купила в дер. Рогловой и в соседней дер. Пиешковой имение (крестьян с их семьями и землей) подпоручицы Бобоедовой Пелагеи Васильевны), и которое, впоследствии, наследовали дети родной тетки Николая Михайловича Потулова - Елизаветы Владимировны Бутурлиной, в замужестве Колокольцовой; в Ефремовском уезде Тульского наместничества за М.Б. Бутурлиной было довольно крупное имение в деревне Апочинке (Починки), которое она купила 18.01.1781 г. у родного брата – отставного секунд-майора Архангелогородского пехотного полка, впоследствии коллежского асессора Загряжского Михаила Борисовича, служившего чиновником Палаты уголовного суда Тульского наместничества.
В браке гвардии прапорщика В.С. Бутурлина и девицы М.Б. Загряжской родилась Софья Владимировна Бутурлина (06.11.1779 – 02.12.1836) и четыре её сестры (Мария Владимировна Бутурлина, в замужестве Бахметьева; Наталья Владимировна Бутурлина, в замужестве Нестерова; Анастасия Владимировна Бутурлина, умершая девицей; Елизавета Владимировна Бутурлина, в замужестве Колокольцова), но именно Софья, вышедшая замуж за надворного советника Михаила Александровича Потулова, после смерти в 1811 г. матери, вдовы гвардии прапорщицы Потуловой Марии Борисовны, унаследовала родовую усадьбу под № 37 на Мясницкой улице в 1-м квартале Яузской части Москвы; в этом доме супруг Софьи – надворный советник Михаил Александрович Потулов, взявший на себя опеку над незамужними сестрами жены, согласно объявлениям газеты «Московские ведомости» в январе 1812 г. принимал претензии от кредиторов умершей тёщи. Софья Владимировна Потулова после смерти отца унаследовала и родовое имение Бутурлиных в Александровском уезде Владимирской губернии – с. Успенское (Крутицы тож) с дер. Ведевой, которое в 1836 г., после смерти Софьи, по разделу имущества перешло во владение её незамужней дочери и родной сестры Николая Михайловича Потулова – девицы Антонины Михайловны Потуловой (1810 – 18.05.1850), а после смерти Антонины эта старинная вотчина дворян Бутурлиных, по разделу имений между братьями Потуловыми (Ипполитом, Владимиром, Николаем) и опекунами их родной племянницы - девицы Надежды Константиновны Потуловой, с 10.04.1853 г. перешла во владение коллежского советника Николая Михайловича Потулова, в 1862 г. завещавшего имение в с. Крутицы своей жене – Екатерине Александровне, урожденной Ладыженской.   
Трудно сказать, как долго владельцами московской усадьбы на ул. Мясницкой могла бы оставаться семья Михаила Александровича Потулова, но во время московского пожара 1812 г. улица от Мясницких до Красных ворот выгорела практически вся (за исключением четырех домов), дома Потуловых и Бутурлиных сгорели полностью. Поэтому Потуловы, возвратившись после эвакуации в Москву, по всей видимости, решили не восстанавливать утраченное и продали земельный участок московской Лужников Крымской слободы купца 1-й гильдии Юдина Саввы Семеновича (1736 – 13.09.1805) вдове, 3-й гильдии купчихе той же слободы, Аксинье Петровне Юдиной, которая значится владелицей дома № 37 по ул. Мясницкой в декабре 1815 г., живя в своем доме с дочерью Надеждой и сыном Петром Савиными.
Савва Семенович Юдин был известен в кругу купцов Москвы конца XVIII в.: происходил из купечества г. Можайска и в 1766 г. прибыл в Москву по указанию Главного магистрата; вступив во 2-ю гильдию, имел объявленный капитал свыше двух тысяч рублей, с 1769 г. избран старшинским товарищем Лужников Крымской слободы; с 1786 по 1789 г. служил ратманом во 2-м департаменте Московского городового магистрата, после чего был выбран в Оружейную контору. Женат был дважды. Первым браком на Ирине Афанасьевне Ивановой Младшей (1746 – не ранее 1780), дочери купца Басманной слободы Афанасия Иванова (? – 1771), владельца дворовой усадьбы и мыльного завода в приходе церкви Тихвинской Пресвятой Богородицы, что за Дорогомиловым мостом, у которого было две дочери Ирины (вторая дочь - Ирина Афанасьевна Старшая (1741 г.р.), замужем была за московским купцом Гусевым Иваном Васильевичем, овдовев в 1771 г.), а также Татьяна (была второй женой московской Кошелевой слободы купца 2-й гильдии Ахметева Петра Ильина); в браке с Ириной Младшей имел сына Андрея (1769 – после 1792) и дочь Марию (р. в 1780 г.); торговал в серебряных рядах, жил с семьей в собственном доме за Пречистенскими воротами, за Земляным городом в 4-й части города, в приходе церкви Николая Чудотворца, что в Хамовниках, который купил 24.08.1778 г., и владел ещё несколькими купленными дворами в разных частях города. Вторым браком был женат на девице Аксинье Петровне (1762 – после 1826), овдовевшей в 1805 г., от которой имел сыновей Николая (? – 24.05.1809), Петра (1795 - 1816) и дочь Надежду (1793 - ?); по всей видимости, на оставленный второй семье в наследство капитал купчихой А.П. Юдиной и был приобретен дом Потуловых-Бутурлиных-Шаховских на ул. Мясницкой.
После того, как Потуловы продали дворовое место на Мясницкой улице семье Юдиных (по мужской линии этот купеческий род пресекся к 1820-м гг.), на месте сгоревшей усадьбы за № 37 был выстроен купеческий доходный дом, который в дальнейшем сдавался под наемные квартиры, в итоге оказавшись во владении купца П.Е. Лангового.
Семья же Потуловых, после пожара Отечественной войны 1812 г., перебралась в городскую усадьбу по соседству, поселившись в д. № 35 (позднее по Табели – д. № 5), в Клементьевском (Фокинском) переулке 1-го квартала Яузской части Москвы, ныне называемом переулком Огородной слободы. Эта обширная городская усадьба с двумя (каменным и деревянным) жилыми домами и принадлежащими к ним «разного рода деревянным жилым и нежилым строением», в которой в 1815 – 1836 гг. жила семья Софьи Владимировны и Михаила Александровича Потуловых, находился на участке, граничившим с владениями Бутурлиных и князей Шаховских на ул. Мясницкой – в конце XVIII в. этот двор был записан в 7-й части города за Мясницкими воротами, на улице Фокиной, в приходе церкви Харитония Исповедника, что в Огородниках, и принадлежал отцу Софьи – гвардии прапорщику Владимиру Сергеевичу Бутурлину. Овдовевшая чиновница IV класса Софья Владимировна Потулова, унаследовавшая отцовскую усадьбу, за полгода до своей кончины, 16.05.1836 г. продала находившийся на участке жилой каменный дом, оцененный в 24 000 руб. ассигнациями, с принадлежащим к нему «разного рода деревянным жилым и нежилым строением» вологодскому 3-й гильдии купцу Ивану Ивановичу Побойнину, размежевав участок и оставив за собой жилой деревянный дом, находившийся здесь же.
В браке с Михаилом Александровичем Потуловым девица Бутурлина Софья Владимировна, кроме сыновей Владимира, Константина, Николая и Ипполита, по всей видимости, имела дочь, имя которой пока остается неизвестным, и которая рано умерла. Сестра братьев Потуловых вышла замуж за дворянина Александра Хозикова, в браке с которым имела сына – Николая. Об этом свидетельствует раздел, утвержденный 06.02.1839 г. в 1-м департаменте Московской гражданской палаты, между капитаном лейб-гвардии Преображенского полка Владимиром, титулярным советником Константином, надворным советником Ипполитом, состоящим при V-м временном отделении собственной Е.И.В. канцелярии, и подпоручиком лейб-гвардии Преображенского полка Николаем Михайловыми Потуловыми, недвижимого имения, оставшемся после родного их племянника - Николая Александровича Хозикова, и состоящего в Шуйском уезде Владимирской губернии в деревнях Горях (Гори) и Рогловой, и в Ростовском уезде Ярославской губернии в сельце Иванове и деревне Калековой; впоследствии эти имения перешли во владение детей Елизаветы Владимировны Колокольцовой, урожденной Бутурлиной, родной тетки братьев Потуловых.  
Чиновник IV класса Михайл Александрович Потулов 1-й имел нескольких родных братьев, приходившихся Николаю Михайловичу Потулову и его братьям родными дядьями. Все они, как и М.А. Потулов, начинали службу в одном полку гвардейской пехоты и как братья именовались в полковых списках по старшинству вступления в службу.
Полковник Потулов 2-й Александр Александрович (ок. 1779 – 05.08.1812, Смоленск) - из дворян Инсарского уезда Пензенской губернии: вступил в службу 01.05.1792 г. унтер-офицером (подпрапорщиком) лейб-гвардии Преображенского полка; в сентябре 1798 г. произведен в портупей-прапорщики; с 16.01.1799 г. из полковых портупей-прапорщиков пожалован в офицерский чин прапорщика лейб-гвардии Преображенского полка; с 29.09.1800 г. пожалован в подпоручики лейб-гвардии Его Императорского Величества полка (так в царствование императора Павла I непродолжительное время именовался Преображенский полк); с 04.03.1801 г. за какую-то провинность отставлен от службы без апшида, т.е. без письменного свидетельства об отставке и без каких-либо прав и преимуществ, жалуемых при отставке; уже с 06.03.1801 г. прощен и принят обратно в службу тем же чином и в тот же полк; 11.09.1802 г. уволен в отпуск на 4 месяца; 06.10.1804 г. произведен в гвардии поручики; 20.10.1804 г. назначен батальонным адъютантом; участник военной кампании 1805 г. против наполеоновской Франции, за отличие в сражении при Аустерлице 05.04.1806 г. пожалован кавалером ордена Святой Анны 3-й ст.; с 19.02.1807 г. отставлен от должности батальонного адъютанта; с 27.04.1807 г. из поручиков произведен на вакансию в штаб-капитаны лейб-гвардии Преображенского полка; принимал участие в русско-шведской войне 1808 – 1809 гг., находился в экспедиции при покорении Аландских островов; с 29.10.1811 г. из батальонных командиров в чине полковника лейб-гвардии Преображенского полка назначен командиром сформированного Одесского пехотного полка; с 28.04.1812 г. в том же чине назначен шефом Одесского пехотного полка, продолжая исполнять обязанность полкового командира; участник Отечественной войны 1812 г., командовал Одесским пехотным полком в боях с армией Наполеона при обороне Смоленска и в этом сражении 05.08.1812 г. был убит; с 19.11.1812 г. исключен умершим из службы; навечно внесен в списки героев Отечественной войны 1812 г. на плите 7-й стены главного коридора храма Христа Спасителя. Согласно мемуарным источникам, после окончания Отечественной войны 1812 г. родственниками А.А. Потулова на месте его гибели у стен Смоленского Кремля был поставлен памятник, при этом командиром Одесского пехотного полка, погибшим при обороне Смоленска, ошибочно назван Степан Степанович Потулов (об обстоятельствах гибели А.А. Потулова см.: «Из воспоминаний Николая Ивановича Андреева. Смоленская битва» // Русский Архив. Год XVII. Кн. 3. 1879. Стр. 187).  
Генерал-майор Потулов 3-й Григорий Александрович (ок. 1783 – не ранее апреля 1846, с. Елизино Мокшанского у.) - организатор и владелец певческого приходского хора, с которым его племянник - Николай Михайлович Потулов, в 1850-х гг. начинал опыты по гармонизации русского древне-церковного пения. Из дворян Инсарского уезда Пензенской губернии: с 23.01.1800 г. вступил в службу унтер-офицером (подпрапорщиком) лейб-гвардии Преображенского полка; в апреле 1804 г. произведен в портупей-прапорщики и с 02.09.1804 г. из полковых портупей-прапорщиков пожалован в офицерский чин прапорщика; участник военной кампании 1805 г. против наполеоновской Франции, за отличие в сражении при Аустерлице с 29.03.1806 г. произведен в подпоручики и 05.04.1806 г. пожалован кавалером ордена Святой Анны 3-й ст.; в 1808 г. произведен в поручики; принимал участие в русско-шведской войне 1808 – 1809 гг., находился в экспедиции при покорении Аландских островов; с 26.01.1811 г. из поручиков произведен в штабс-капитаны лейб-гвардии Преображенского полка; участвовал в Отечественной войне 1812 г. и в зарубежных походах 1813 – 1814 гг.; за отличие в сражении при Бородино награжден ореном Святой Анны 2-й ст.; в январе 1813 г. произведен в чин капитана лейб-гвардии Преображенского полка; за отличие в сражениях при Люцене и Бауцене награжден орденом Святого Владимира 4-й ст. с бантом (22.01.1814); в сражении под Кульмом в августе 1813 г. был ранен и попал в плен, вернулся в полк только после окончания военных действий; за храбрость в сражении под Кульмом со старшинством от 23.09.1813 г. пожалован чином полковника лейб-гвардии Преображенского полка, кавалером ордена Святого Владимира 3-й ст. (15.09.1813) и Кульмским крестом; с 01.01.1816 г. назначен командиром Софийского пехотного полка; с 15.09.1817 г. отставлен от должности, с оставлением состоять полковником по армии; с 18.12.1827 г. отставлен от военной службы «по домашним обстоятельствам» с пожалованием чина армии генерал-майора и правом ношения мундира; навечно внесен в списки героев Отечественной войны 1812 г. на плите 42-й стены главного коридора храма Христа Спасителя.
Генерал-майор Г.А. Потулов был крупным помещиком Пензенской губернии, за ним состояли имения в с. Загоскине и в сельце Потуловка Пензенского уезда, в с. Елизино с деревнями Муромка и Потуловка (Инсарские Вершины тож) и в с. Синцово Мокшанского уезда; 17.11.1832 г. он купил у действительной статской советницы княгини Голицыной Прасковьи Николаевны «пустопорозжую земляную дачу» в 1000 десятин земли при селе Загоскине Пензенского уезда Пензенской губернии за 30 тыс. руб.; в Самарском уезде Самарской губернии за ним было крупное имение в дер. Потуловка; в Аткарском уезде Саратовской губернии за ним с братом – чиновником IV класса Михаилом Александровичем Потуловым, состояло небольшое имение в дер. Бровцыной (Надеждино тож), 10.08.1833 г. проданное коллежской асессорше Жедринской Варваре Ефимовне; в Спасском уезде Рязанской губернии за ним была земляная дача в 217 десятин в селе Задубровке, проданная 27.02.1834 г. известному коннозаводчику, действительному статскому советнику и кавалеру Николаю Александровичу Лунину; в Меленковском уезде Владимирской губернии за ним было небольшое имение в селе Репине, купленное 06.07.1837 г. у надворного советника Ступишина Алексея Петровича, в коем, по 8-й ревизии – 1833 г., было 15 крестьянских душ муж. пола с их семействами, имуществом и землей. Крупные имения в Гродненской, Новгородской и Тверской губерниях ген.-майор Г.А. Потулов унаследовал от своей рано умершей супруги - девицы Ланской Елизаветы Николаевны (1784 – 15.08.1822), в браке с которой имел единственного сына – Николая Григорьевича Потулова, юнкера гвардейской конной артиллерии, впоследствии надворного советника в придворном звании камер-юнкера двора Е.И.В., почетного попечителя Пензенской губернской гимназии и Пензенского дворянского института. Елизавета Николаевна Потулова скончалась от послеродовых осложнений через две недели после рождения сына, она была дочерью гродненского губернатора, генерал-майора Николая Сергеевича Ланского и девицы Анны Петровны Тормасовой. По разделу с родственниками супруги – Порошиными (семейством родной сестры Е.Н. Потуловой – Анной Николаевной, вдовой коллежского советника), с 18.12.1840 г. за Г.А. и Н.Г. Потуловыми осталось 1124 крепостных душ муж. пола «с их семействами, господским и крестьянским строением, землями и со всеми угодьями» в крупном имении Брест-Литовского уезда Гродненской губернии – селе Ключ Збуражский (Збураж тож), с деревнями Малая Рыта, Мельники, Ключ Олтушский и фольфарком Карча; в крупном имении Новгородского уезда Новгородской губернии – селе Доворец, с деревнями Заполье, Горки, Илемсик (Илеменка), Новоселье, Остров, Захонье, Сирень, Бор и Страчицы; а также в крупном имении Кашинского уезда Тверской губернии -  дер. Мочаловой; впоследствии дворовые люди имения в с. Ключ Збуражский были переселены в тверское поместье Н.Г. Потулова, а само брестское имение вместе с крестьянскими семьями и всем движимым и недвижимым имуществом Н.Г. Потулов продал 22.03.1856 г. помещику, статскому советнику Нефедовичу Францу Антоновичу (Антониевичу) и его супруге – Стефании Ивановне.
Гвардии капитан Потулов 4-й Николай Александрович (ок. 1785 – не позднее 23.04.1813) - из дворян Инсарского уезда Пензенской губернии: с 23.01.1800 г. вступил в службу унтер-офицером (подпрапорщиком) лейб-гвардии Преображенского полка; в апреле 1804 г. произведен в портупей-прапорщики и с 06.10.1804 г. из полковых портупей-прапорщиков пожалован в офицерский чин прапорщика лейб-гвардии Преображенского полка; участник военной кампании 1805 г. против наполеоновской Франции, за отличие в сражении при Аустерлице 05.04.1806 г. пожалован кавалером ордена Святой Анны 3-й ст.; с 05.10.1806 г. произведен в подпоручики; принимал участие в русско-шведской войне 1808 – 1809 гг., находился в экспедиции при покорении Аландских островов; на 21.05.1810 г. состоял по штатам полка в чине гвардии поручика; с 05.08.1811 г. из поручиков произведен в штабс-капитаны лейб-гвардии Преображенского полка; участник Отечественной войны 1812 г., за отличие при Бородино был награжден орденом Святого Владимира 4-й ст. с бантом и в январе 1813 г. пожалован в чин капитана лейб-гвардии Преображенского полка; по штатам полка состоял «налицо» на 01.03.1813 г.; в том же чине гвардии капитана с 23.04.1813 г. исключен умершим из списков полка.
Гвардии штабс-капитан Потулов 5-й Петр Александрович (ок. 1787 – не позднее 01.12.1813) – из дворян Инсарского уезда Пензенской губернии: с 27.02.1805 г. вступил в службу унтер-офицером (подпрапорщиком) лейб-гвардии Преображенского полка; участник военной кампании 1805 г. против наполеоновской Франции, сражался при Аустерлице; с 20.01.1808 г. из полковых портупей-прапорщиков пожалован в офицерский чин гвардии прапорщика; принимал участие в русско-шведской войне 1808 – 1809 гг., находился в экспедиции при покорении Аландских островов; по штатам полка на 21.05.1810 г. состоял в чине гвардии подпоручика; по штатам полка на 29.05.1811 г. состоял в том же чине батальонным адъютантом; с 26.10.1811 г. из подпоручиков произведен в поручики, с оставлением в должности батальонного адъютанта лейб-гвардии Преображенского полка; участвовал в Отечественной войне 1812 г. и в зарубежных походах 1813 – 1814 гг.; за отличие в сражении при Бородино пожалован кавалером ордена Святой Анны 3-й ст.; по штатам полка на 01.03.1813 г. состоял в том же чине и в той же должности; за отличие в сражениях при Люцене и Бауцене в мае 1813 г. награжден чином штабс-капитана лейб-гвардии Преображенского полка; в сражении под Кульмом в августе 1813 г. был смертельно ранен и от ран скончался; с 01.12.1813 г. исключен умершим из списков полка; навечно внесен в списки героев Отечественной войны 1812 г. на плите 42-й стены главного коридора храма Христа Спасителя.
О дочери Александра Никитича Потулова и родной сестре вышеперечисленных братьев Потуловых (Михаила, Александра, Григория, Николая, Петра) – Екатерине Александровне Потуловой (1787, Пенза – 29.03.1867, Симбирск), известно, что в 1805 г. в Москве она вышла замуж за будущего предводителя дворянства Саранского уезда Пензенской губернии, коллежского асессора Столыпина Александра Алексеевича (1774, Пенза – не позднее 04.02.1846, Симбирск), двоюродного деда поэта М.Ю. Лермонтова, крупного помещика Симбирской губернии; в браке Екатерина Александровна Потулова имела трех дочерей (Марию, Агафью и Варвару) и приходилась родной теткой церковному композитору Николаю Михайловичу Потулову, а значит, что он приходился двоюродным братом своим сестрам – девицам Столыпиным.
Церковный композитор Николай Михайлович Потулов, кроме родных дядей, из которых особые отношения у него сложились с отставным генерал-майором Г.А. Потуловым, имел трёх родных братьев, из них двое дослужились до высоких рангов.
Потулов Владимир Михайлович (? – не ранее 1864) - генерал-майор в отставке, пензенский помещик. Воспитывался в Школе гвардейских подпрапорщиков и кавалерийских юнкеров; с 06.01.1826 г. выпущен унтер-офицером (подпрапорщиком) в лейб-гвардии Преображенский полк; с 16.01.1826 г. из полковых подпрапорщиков пожалован в офицерский чин прапорщика лейб-гвардии Преображенского полка; участник русско-турецкой войны 1828 – 1829 гг., за отличие был пожалован в чин гвардии подпоручика, награжден серебряной медалью «За турецкую войну 1828 - 1829» и годовым жалованием не в зачет; участвовал в подавлении Польского восстания 1830 – 1831 гг. и в штурме Варшавы в августе 1831 г.,  за отличие пожалован в чины гвардии поручика и гвардии штабс-капитана, в чине поручика с 02.08.1831 г. пожалован кавалером ордена Святой Анный 3-й ст. с бантом «за дела против польских мятежников», в том же – 1831 г., пожалован кавалером польского знака отличия «За военное достоинство. 1831» 4-й ст., и в чине штабс-капитана с 19.05.1832 г. пожалован кавалером ордена Святого Владимира 4-й ст. с бантом за штурм Варшавы, и также был награжден серебряной медалью «За взятие приступом Варшавы 25 и 26 августа 1831»; с 08.11.1833 г. произведен в капитаны лейб-гвардии Преображенского полка; с 06.12.1836 г. пожалован кавалером ордена Святого Станислава 3-й ст. «в воздаяние отлично-усердной и ревностной службы»; с 26.05.1838 г. из капитанов лейб-гвардии Преображенского полка переведен тем же чином гвардии капитана в лейб-гвардии Павловский полк и был назначен исправляющим должность младшего полкового штаб-офицера, в коей должности и состоял на 21.12.1838 г. по штатам полка; приказом от 02.07.1839 г. производится, на вакансию, полковником лейб-гвардии Павловского полка, с назначением на должность батальонного командира и со старшинством в чине с 11.05.1838 г.; в 1840 г. был дважды пожалован единовременными денежными вознаграждениями; с 06.12.1841 г. пожалован кавалером ордена Святого Станислава 2-й ст. с императорской короной «в воздаяние отлично-усердной и ревностной службы»; с 14.04.1842 г. переведен полковником в штат Севского пехотного полка, с зачислением по армейской пехоте; по армейской пехоте с 09.05.1842 г. переведен в штат Архангелогородского пехотного полка, с назначением на должность полкового командира; с 09.01.1844 г. пожалован кавалером ордена Святой Анны 2-й ст. «в воздаяние отлично-усердной и ревностной службы»; с 14.11.1845 г. отставлен от должности командира Архангелогородского пехотного полка, с оставлением полковником по армейской пехоте, и с переводом батальонным командиром в Ряжский пехотных полк; по армейской пехоте с 04.06.1852 г. тем же чином переведен в Суздальский пехотный полк; с 16.10.1852 г. назначен батальонным командиром  Суздальского пехотного полка; с 12.04.1854 г. уволен от службы в отставку «по болезни», с пожалованием чина генерал-майора, с мундиром и с пенсионом половинного оклада.
Вместе с братьями - Константином, Ипполитом и Николаем, с 28.01.1839 г. утвержден в разделе крупного отцовского имения в с. Спасском (Ускляй тож) Инсарского уезда Пензенской губернии, в коем ему отошло, по 8-й ревизии – 1833 г., 93 крестьянские души муж. пола, со всеми их семействами, имуществом и землей; ему же по разделу с братьями отошло отцовское имение в дер. Потуловке (Чегра тож) Сызранского уезда Симбирской губернии, в коем, по 8-й ревизии – 1833 г., было 52 крепостные души муж. пола. Вместе с братьями - Константином, Ипполитом и Николаем, с 06.02.1839 г. утвержден в разделе имений, оставшихся после родного их племянника, дворянина Николая Александровича Хозикова, состоящих в деревнях Гари (Горях) и Рогловой (впоследствии село) Шуйского уезда Владимирской губернии, и в сельце Иванове с деревней Калековой в Ростовском уезде Ярославской губернии. Вместе с братьями - Ипполитом и Николаем, а также с родной племянницей – Надеждой Константиновной Потуловой, с 10.04.1853 г. утвержден в разделе имений своей родной сестры – девицы Антонины Михайловны Потуловой (? – 18.05.1850), по которому ему отошло имение в дер. Максимцовой Шуйского уезда Владимирской губернии, в коем, по 9-й ревизии – 1850 г., состояло 34 крепостные души муж. пола. Вместе с братьями - Ипполитом и Николаем, отставными подполковниками и своими двоюродными братьями - Дмитрием и Аполлоном Григорьевыми Колокольцовыми, племянницей - Надеждой Константиновной Потуловой и др. лицами, с 22.12.1859 г. был утвержден в разделе крупных имений в разных губерниях умершей родной тетки - девицы Бутурлиной Анастасии Владимировны, по которому ему отошло имение в селе Сахарове, деревнях Комарово и Новой, Александровского уезда Владимирской губернии, в коем, по 10-й ревизии – 1858 г., состояло 241 дворовая и крестьянская душа обоего пола.
После отставки жил в Москве и в своей пензенской усадьбе – селе Спасском, Ускляй тож, занимался суконными, винными и соляными подрядами и поставками. Был женат на девице Аделаиде Николаевне (02.09.1814 – 12.05.1880), в браке имел дочь Анастасию, в замужестве Сухотину, наследовавшую имение в с. Спасском (Ускляй тож) Инсарского уезда Пензенской губернии, в 1891 г. за долги выставленного Государственным дворянским земельным банком на публичные торги.
Потулов Константин Михайлович (? – не позднее 1843) - коллежский асессор, пензенский помещик. Воспитывался в Школе гвардейских подпрапорщиков и кавалерийских юнкеров; из полковых подпрапорщиков с 25.03.1828 г. выпущен прапорщиком лейб-гвардии Преображенского полка, однако, по другим сведениям, был выпущен прапорщиком лейб-гвардии Московского полка, из которого в том же чине через месяц, по прошению, был переведен в лейб-гвардии Преображенский полк; служил с братом – Владимиром, в одной роте, участник русско-турецкой войны 1828 – 1829 гг., за отличие был награжден серебряной медалью «За турецкую войну 1828 - 1829»; участвовал в подавлении Польского восстания 1830 – 1831 гг., за отличие был пожалован в подпоручики лейб-гвардии Преображенского полка (по штатам полка состоял в чине на 25.11.1832 г.), награжден серебряной медалью «За взятие приступом Варшавы 25 и 26 августа 1831» и пожалован кавалером польского знака отличия «За военное достоинство. 1831» 4-й ст.; с 28.01.1833 г. из подпоручиков произведен в поручики лейб-гвардии Преображенского полка; из гвардии поручиков с 07.11.1834 г. уволен со службы «по домашним обстоятельствам» с чином гвардии штабс-капитана. Впоследствии вступил в гражданскую службу в ведомство, в котором успешно служил его младший брат – Ипполит Михайлович, и, с переименованием в чин титулярного советника, на 10.11.1836 г. служил в С.-Петербурге чиновником для особых поручений при Департаменте государственных имуществ Министерства финансов; на 01.11.1838 г. в чине коллежского асессора служил исправляющим должность чиновника особых поручений VIII класса при 1-м департаменте новообразованного Министерства государственных имуществ.  
Вместе с братьями - Владимиром, Ипполитом и Николаем, с 28.01.1839 г. утвержден в разделе крупного отцовского имения в с. Спасском (Ускляй тож) Инсарского уезда Пензенской губернии, в коем ему отошло, по 8-й ревизии – 1833 г., 80 крестьянских душ муж. пола, со всеми их семействами, имуществом и землей. Вместе с братьями - Владимиром, Ипполитом и Николаем, с 06.02.1839 г. утвержден в разделе имений, оставшихся после родного их племянника, дворянина Николая Александровича Хозикова, состоящих в деревнях Гари (Горях) и Рогловой Шуйского уезда Владимирской губернии, и в сельце Иванове с деревнями Калековой (Крячковой) и Бабино в Ростовском уезде Ярославской губернии, рядом с которыми существовал погост Благовещенский (Благовещенская пустынь), с выстроенной в 1800 г. иждивением двоюродного деда - Михаила Никитича Потулова, трехпрестольной Благовещенской церковью.  
Был женат на девице Желтухиной Александре Петровне, в первом браке Потуловой, во втором браке Вишневской (1803 – не ранее июля 1878), дочери подпоручицы (поручицы) вдовы Софьи Николаевны Желтухиной, урожденной Колтовской, и отставного подпоручика (поручика) Петра Григорьевича Желтухина (1767 – 1829), двоюродного брата Софьи Владимировны Бутурлиной по линии матери. Это был близкий родственный брак, поскольку супруга Константина Михайловича Потулова приходилась ему троюродной сестрой. После смерти мужа Александра Петровна Потулова вторым браком вышла замуж за титулярного советника Вишневского, и, как опекунша своей малолетней дочери – Надежды, титулярная советница Вишневская Александра Петровна 10.04.1853 г. представляла её интересы во 2-м департаменте Московского гражданского суда при утверждении раздела имений родной тетки Надежды Константиновны Потуловой – девицы Антонины Михайловны Потуловой, состоящих в с. Успенском (Крутец тож) с дер. Ведевой и пустошами Александровского уезда, и в деревне Максимцовой Шуйского уезда Владимирской губернии; с 22.11.1855 г. титулярная советница Вишневская Александра Петровна, вместе с дочерью – Надеждой, унаследовала и имение К.М. Потулова в сельце Иваново с деревней Бабино и пустошами Ростовского уезда Ярославской губернии. В браке с девицей Желтухиной коллежский асессор К.М. Потулов, кроме старшей Надежды, имел младшую дочь Лидию, по всей видимости, умершую до 1848 г. Своим осиротевшим малолетним внучкам подпоручица Софья Николаевна Желтухина с 10.09.1843 г. отписала в дар пустопорозжую дворовую белую землю, состоящую под № 641 (позднее – № 631, или № 633) в 4-м квартале Сущевской части Москвы; этот участок С.Н. Желтухина купила 02.09.1843 г., т.е. за неделю до дарственной, за 85 руб. серебром у губернской секретарши Гавриловой Марии Алексеевны, по-видимому, специально под застройку для своих внучек.  
Потулов Ипполит Михайлович (1813 – 1880) - тайный советник, пензенский помещик. Воспитывался в Благородном пансионе при Московском университете; 17.03.1828 г. в торжественном собрании пансиона по случаю 8-го выпуска был отмечен среди воспитанников 6-го (выпускного) класса, отличившихся поведением, прилежанием и успехами в учебе, награжден за прошедший курс книгами; 06.04.1829 г. в торжественном собрании пансиона по случаю 9-го выпуска был отмечен среди воспитанников 6-го (выпускного) класса, отличившихся поведением, прилежанием и успехами в учебе, награжден за прошедший курс серебряной медалью; 19.01.1830 г. окончил полный курс Благородного пансиона при Московском университете с правом на чин 10-го класса, т.е. коллежского секретаря, при поступлении на гражданскую службу; в чине коллежского секретаря с 11.07.1830 г. определён в службу в С.-Петербург на должность помощника контролера Департамента государственных имуществ Министерства финансов; с 29.01.1832 г. пожалован в чин титулярного советника «за отличные труды и усердие в службе», с оставлением в должности; на 01.12.1832 г. в том же чине служил в должности контролера VI-го отделения Департамента государственных имуществ; на 16.11.1833 г. в той же должности имел чин коллежского асессора; с 01.08.1836 г. из коллежских асессоров пожалован в чин надворного советника, с оставлением в должности, и на 10.11.1836 г. служил в должности старшего контролера VI-го отделения Департамента государственных имуществ; с 19.01.1838 г., по представлению министра государственных имуществ, чиновнику бывшего Департамента государственных имуществ Министерства финансов в должности контролера, надворному советнику И.М. Потулову, было объявлено монаршее благоволение «за отличную службу»; в связи с преобразованием Департамента государственных имуществ Министерства финансов в самостоятельное ведомство – Министерство государственных имуществ, был отчислен от должности контролера в распоряжение министра государственных имуществ и на 01.11.1838 г. в том же чине надворного советника, причисленного к V временному отделению собственной Е.И.В. канцелярии, занимавшемуся вопросами реформы государственного управления, состоял чиновником для особых поручений при 2-м департаменте Министерства государственных имуществ; в связи с новым назначением, в июне 1839 г. выехал из С.-Петербурга к месту службы в г. Витебск;  по представлению министра Государственных имуществ от 08.01.1840 г. надворный советник И.М. Потулов утвержден управляющим предназначенной к открытию с 01.03.1840 г. Витебской палаты государственных имуществ; с 28.02.1841 г. пожалован в коллежские советники, с оставлением в должности; с 12.01.1842 г. отставлен от должности управляющего Витебской палатой государственных имуществ, с оставлением в распоряжении министра государственных имуществ; не получив последующего назначения по Министерству государственных имуществ, в том же чине коллежского советника был причислен к ведомству Министерства внутренних дел; с 05.07.1843 г., в том же чине  коллежского советника, назначен на должность псковского вице-губернатора; с 27.04.1846 г. пожалован в чин статского советника, с оставлением в должности; с 15.08.1847 г. пожалован кавалером ордена Святой Анны 2-й ст.; с 23.04.1850 г. пожалован кавалером ордена Святой Анны 2-й ст. с императорской короной; с 10.10.1852 г. пожалован в чин действительного статского советника, с оставлением в должности; с 24.06.1855 г. пожалован кавалером ордена Святого Владимира 3-й ст.; высочайшим приказом по гражданскому ведомству от 07.03.1856 г. назначен с 03.03.1856 г. исправляющим должность Оренбургского гражданского губернатора; с оставлением в должности, с 15.06.1856 г. назначен президентом Уфимского губернского попечительного о тюрьмах комитета; не получив высочайшего утверждения, с 14.02.1858 г. отставлен от должности гражданского правителя Оренбургской губернии, с причислением к Министерству внутренних дел; высочайшим приказом от 15.04.1858 г. по гражданскому ведомству, бывшему начальнику Оренбургской губернии действительному статскому советнику И.М. Потулову, состоящему по Министерству внутренних дел, объявлено монаршее благоволение « за удовлетворительное поступление податей в 1857 г. с сословий, по обязанности начальников губерний и палат Государственных имуществ лежащих»; по прошению, был уволен от службы и с 29.01.1860 г. по 15.03.1864 г. был в отставке; с 15.03.1864 г. в прежнем чине действительного статского советника определён в службу с причислением к штату Военного министерства; с 11.08.1864 г. от Военного министерства назначен постоянным членом Военно-окружного совета Виленского военного округа, с отчислением от штата Военного министерства, и служил в этой должности в Вильне до конца жизни (его старший сын – Петр Ипполитович, в течение нескольких лет служил вместе с отцом, в должности военного прокурора Виленского военно-окружного суда); с 04.04.1865 г. пожалован кавалером ордена Святого Станислава 1-й ст.; с 16.04.1867 г. пожалован кавалером ордена Святой Анны 1-й ст. с мечами над орденом; с 20.04.1869 г. пожалован кавалером ордена Святой Анны 1-й ст. с императорской короной; с 28.03.1871 г. пожалован в чин тайного советника, с оставлением в должности; с 30.08.1875 г. пожалован кавалером ордена Святого Владимира 2-й ст.; с 30.08.1878 г. пожалован кавалером ордена Белого Орла; с 13.07.1880 г. исключен из списков в связи со смертью; кроме кавалерственных орденов имел знак отличия «Беспорочная служба XX», бронзовую медаль «В память войны 1853 – 1856» и бронзовую медаль «За усмирение польского мятежа 1863 – 1864».
Ипполит Михайлович Потулов был пензенским, симбирским, самарским, владимирским, ярославским, тульским и нижегородским помещиком. Вместе с матерью – Софьей Владимировной, братьями - Владимиром, Константином и Николаем, родным дядей – отставным генерал-майором Григорием Александровичем Потуловым, а также отставным гвардии поручиком и кавалером Бровцыным Андреем Ивановичем, по-видимому, родственником по женской линии, с 04.07.1834 г. утвержден в разделе имений умершего поручика Бровцына Ивана Ивановича, названного их братом, состоящих в с. Никольском (Загоскино тож), дер. Елань (Потулово тож) Пензенского уезда Пензенской губернии, в с. Преображенском (Загоскино тож) Сенгилеевского уезда Симбирской губернии, и в селе Голенищеве Сапожковского уезда Рязанской губернии,  в коих было, по 8-й ревизии – 1833 г., 49 крестьянских душ муж. пола, со всеми их семействами, имуществом и землями; вместе с братьями - Владимиром, Константином и Николаем, с 28.01.1839 г. утвержден в разделе крупного отцовского имения в с. Спасском (Ускляй тож) Инсарского уезда Пензенской губернии, в коем ему отошло, по 8-й ревизии – 1833 г., 100 крестьянских душ муж. пола с их семействами, имуществом и землей (впоследствии это имение прозывалось Софьиной Слободой, в честь супруги И.М. Потулова); вместе с братьями - Владимиром, Константином и Николаем, с 06.02.1839 г. утвержден в разделе имений умершего родного их племянника – дворянина Николая Александровича Хозикова, состоящих в деревнях Гори и Рогловой Шуйского уезда Владимирской губернии, и в сельце Иванове с деревней Калековой Ростовского уезда Ярославской губернии; 21.09.1851 г. купил у своего брата – коллежского советника Николая Михайловича Потулова, имение в дер. Михайловке Николаевского уезда Самарской губернии, в коем, по 9-й ревизии – 1850 г., значилось 84 крепостных душ муж. пола, с их женами, семействами и принадлежащих к ним землей, за 10 080 руб. серебром, о чем 17.03.1853 г. явлена купчая в Никольском уездном суде Саратовской губернии; 10.04.1853 г. во 2-м департаменте Московского гражданского суда, вместе с братьями - коллежским советником Николаем Михайловым Потуловым, полковником Владимиром Михайловым Потуловым, и опекунами своей родной племянницы, малолетней дочери умершего коллежского асессора Надежды Константиновны Потуловой: её матерью – девицей Желтухиной Александрой Петровной, по второму мужу титулярной советницей Вишневской, и коллежским секретарем Петром Федоровым Сверчковым – был утвержден в разделе доставшегося им, Потуловым, по наследству после умершей дочери чиновника IV класса девицы Антонины Михайловой Потуловой (родной сестры Ипполита), недвижимого имения, состоящего во Владимирской губернии, Александровского уезда, в селе Успенском, Крутец тож, в деревне Ведевой с пустошью Семеновской, и Шуйского уезда в деревне Максимцовой, в коих всего, по 9 ревизии – 1850 г., была 151 крепостная душа муж. пола, с их семействами, имуществом и с землею, и сверх того капитала в билете Московской сохранной казны 1849 г. за № 69619 на сумму 600 руб. серебром, цена делимому всему имению с капиталом объявлена в 19 500 руб.; с 22.12.1859 г., вместе с братьями – отставным генерал-майором Владимиром, статским советником Николаем, другими лицами и родственниками (Колокольцовыми), утверждён в разделе многочисленных имений умершей родной тетки – девицы Бутурлиной Анастасии Владимировны, по которому унаследовал половину села Спасского (Кишкино тож) Княгининского уезда Нижегородской губернии, в коем имении, по 10-й ревизии – 1858 г., было 604 дворовых и крестьянских душ обоего пола; в Ростовском уезде Ярославской губернии И.М. Потулов унаследовал имение в дер. Коленово Перовской волости.
И.М. Потулов был женат на своей дальней родственнице - девице Львовой Софии Петровне (08.09.1824 - 24.04.1879), дочери (от второго брака) псковского помещика, подполковника, впоследствии статского советника Петра Петровича Львова, служившего в С.-Петербурге членом Провиантской экспедиции Военной коллегии, и его второй супруги (с 26.04.1813 г.), тверской помещицы, дочери тайного советника Веры Петровны Лазаревой, родной сестры морских офицеров знаменитой династии, адмиралов и контр-адмиралов братьев Андрея, Михаила и Алексея Лазаревых; тайная советница София Петровна Потулова приходилась родной племянницей директору Придворной певческой капеллы Фёдору Петровичу Львову и была двоюродной племянницей генерал-лейтенанта и георгиевского кавалера Петра Николаевича Львова (1752 – 29.02.1828), чья супруга – девица Варвара Аполлоновна Колокольцова (1779 – 22.11.1834), в свою очередь, была родной сестрой генерал-майора Григория Аполлоновича Колокольцова (1771 – 30.12.1861), женатого на девице Елизавете Владимировне Бутурлиной, родной тетке Ипполита Михайловича Потулова; в браке Ипполит Михайлович Потулов имел сыновей Петра и Владимира, дослужившихся до высоких рангов, дочерей Веру и Софью, которые известны активной общественной деятельностью.